# Prinz Eugen (nehézcirkáló)
A Prinz Eugen a második világháborús német haditengerészet egyik Admiral Hipper-osztályú nehézcirkálója volt, az öt tagúra tervezett harmadik egysége, az utolsó mely el is készült. Megépítésére 1936 és 1940 között került sor, és 1940 augusztusában állt szolgálatba. Nevét Savoyai Jenő herceg után kapta. Fő fegyverzetét nyolc darab 20,3 cm űrméretű ágyú adta, és bár névlegesen az angol–német haditengerészeti egyezményben megszabott 10 000 t vízkiszorítás alatt maradt, tényleges vízkiszorítása 16 000 t volt.
A nehézcirkáló 1941 májusában részt vett a Rheinübung hadműveletben, melynek során a Bismarck csatahajóval közösen törtek ki az Atlanti-óceánra a Dánia-szoroson át, hogy kereskedelmi háborút folytassanak. Eközben a Dánia-szorosban elsüllyesztették a brit Hood csatacirkálót és közepes mértékben megrongálták a Prince of Wales csatahajót. Hamarosan a Prinz Eugen elvált a Bismarcktól, hogy egymaga kezdjen portyázni a nyílt atlanti vizeken, de ezt hajtóműhiba miatt meg kellett szakítania még mielőtt bármilyen sikert el tudott volna érni. A megszállt Franciaországban való kikötése és javítási munkák után a Cerberus hadművelet keretében a két Scharnhorst-osztályú csatahajóval közösen visszatért Németországba a La Manche-on át. 1942 februárjában Norvégiába helyezték át, de pár nappal azután, hogy norvég vizekre ért, a brit Trident tengeralattjáró megtorpedózta, és a tatját ért súlyos károk miatt visszarendelték Németországba a javítások elvégzéséhez.
Az aktív szolgálatba visszatérve több hónapot kadétok kiképzőhajójaként teljesített a Balti-tengeren, mielőtt a keleti fronton visszavonuló német csapatok tűztámogatására rendelték. Az 1945 májusában a brit flottának adta meg magát, majd hadizsákmányként az USA haditengerészetéhez került. Miután átvizsgálták, az amerikaiak a Crossroads hadművelet keretében a Bikini-atollnál végrehajtandó nukleáris tesztekre kijelölt célhajók közé osztotta be. A nukleáris teszt után a felszínen maradt, innen a Kwajalein-atollhoz vontatták tovább, ahol végül 1946 decemberében felborult a sekély vízben. A hajó roncsa részben látható nagyjából két mérföldre északnyugatra a Bucholz katonai repülőtértől. Az egyik hajócsavarját leszerelték róla, és a laboe-i Tengerészeti emlékműnél van kiállítva Németországban.
Aktív szolgálata idején „szerencsés hajó” (glückliches Schiff), illetve „a szerencsés herceg” (der glückliche Prinz) jelzőkkel illették, mivel a jelentősebb bevetéseit sértetlenül, avagy relatíve kisebb sérülésekkel és veszteségekkel vészelte át.

## Technikai adatok

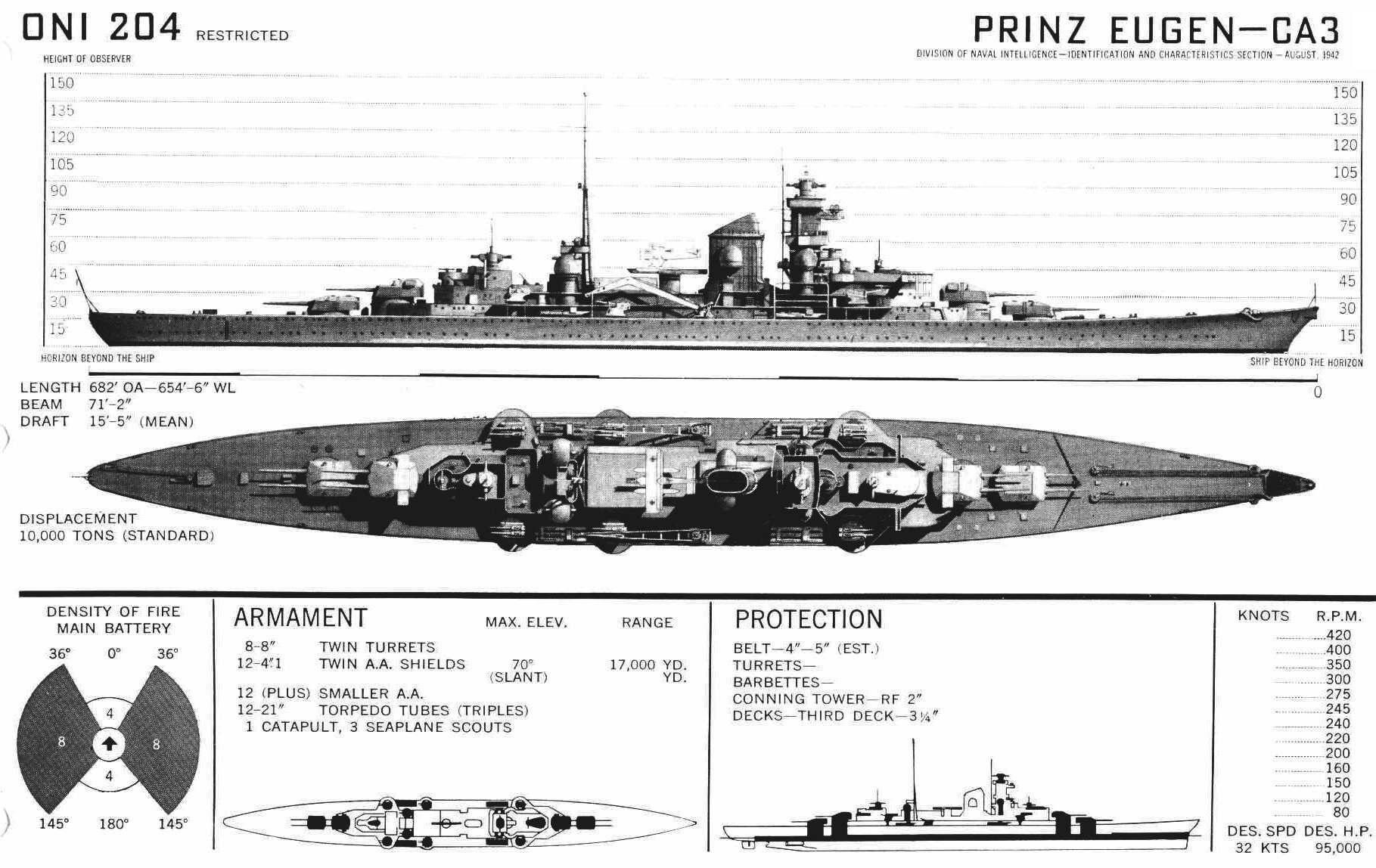
Felismerést segítő rajz a Prinz Eugenről

A Prinz Eugent a nemzetiszocialista hatalomátvételt követően rendelték meg a német újrafegyverkezés programjának keretében, szembe menve a versailles-i békeszerződés korlátozásaival. 1935-ben tető alá hozták az angol–német haditengerészeti egyezményt, ami Németország számára jogi alapot teremtett egy átfogó flottafejlesztéshez. Az egyezmény többek között meghatározta, hogy Németország építhet öt 10 000 t vízkiszorítású cirkálót. Az ezt a tételt kitöltő Admiral Hipper-osztály nehézcirkálói névlegesen ezen korlátozáson belül maradtak, valójában azonban jelentősen túllépték a korlátozást.

### Méretei
A Prinz Eugen teljes hosszúsága vízrebocsátáskor 207,7 m, szélessége 21,7 m, legnagyobb merülése 7,2 m volt. A vízrebocsátása után a merőleges kialakítású orrát egy a klipperekére emlékeztetőre (ún. Atlantikbug, vagy Atlantiksteven) építették át, amivel a teljes hosszúsága 212,5 m-re nőtt, és ezzel a leghosszabb lett a nehézcirkálók között. Az új kialakítás sokkal jobban védte a hajóorrt erős hullámzáskor a víztől. A tervezett vízkiszorítása 16 970 t, teljes terhelés melletti vízkiszorítása 18 750 t volt. A Prinz Eugent három gőzturbina hajtotta meg, melyeket tizenkét ultramagasnyomású, olajtüzelésű gőzkazán látott el gőzzel. A hajtóműrendszer teljesítményét 132 000 lóerőre becsülték, amitől 32 csomós maximális sebesség elérését várták, de a hajtóművek ennél valamivel nagyobb teljesítmény leadására is képesek voltak, és 1940 decemberében egy sebességpróba alkalmával elérte a 33,5 csomót.
A tervezéskori állapotában 42 tiszt és 1340 sorállományú volt szükséges a működtetéséhez.

### Fegyverzet
A hajó fő tüzérségét nyolc darab 20,3 cm űrméretű, 60 kaliberhosszúságú ágyú (20,3 cm SK C/34) adta, melyeket négy lövegtoronyban helyeztek el kettesével. A lövegtornyok osztrák városok nevét viselték, sorrendben: Graz, Braunau, Innsbruck, Wien. A légvédelmi tüzérségét 12 darab 10,5 cm-es (L/65) légvédelmi ágyú, illetve 12 darab 3,7 cm-es, és 8 darab 2 cm-es gépágyú képezte. A cirkáló fel volt még szerelve hat torpedóvető csővel, melyek egy-egy háromcsöves talpazaton kaptak helyet a hátsó felépítmény két oldalán.
A cirkáló légvédelmi fegyverzetét a háború folyamán többször is megerősítették. 1941-ben kapott 4 darab négycsövű 2 cm-es gépágyút (Flakvierling). 1942 elején pedig kapott még egy ilyet, és februárban felújították az elektromos rendszerét. Norvégia megszállásával a svéd Bofors által gyártott 4 cm-es űrméretű (L/56) légvédelmi gépágyúkból nagy készletek kerültek a németek kezére, és a Kriegsmarine 4 cm Flak 28 megjelöléssel állította őket hadrendbe, miután a britek jelentéseiben kiemelték ezen fegyverek nagy hatékonyságát. 1944-ben két duplacsövű 3,7 cm-es gépágyúját és két Flakvierlinget leadott, helyettük kapott 6 darabot a Bofors 4 cm-es gépágyúiból. 1945-ben további négy duplacsövű 3,7 cm-esét és 10 darab egycsövű 2 cm-es gépágyúját adta le, melyek helyére 12 darab 4 cm-es Flak 28-ast, egy Flakvierlinget, és két duplacsövű 2 cm-es gépágyút kapott.
Légi felderítés céljából három Arado 196 típusú hidroplánnal szerelték fel, melyeket a hangárjukkal és a katapultjukkal együtt a kémény és a hátsó árbóc közötti részen helyeztek el.

### Páncélzat
A cirkáló páncélöve 70–80 mm, a felső fedélzete 12–30 mm, a fő páncélfedélzete 20–50 mm vastag volt. A lövegtornyok páncélzata elől 105 mm, oldalt 70 mm vastag páncéllemezekből állt.

### Radarberendezései
A Prinz Eugen a késői átadása miatt már nagyobb méretű távolságmérő tornyokat kapott – nagyobbakat a Bismarckénál – az előárbóca tetejére, és a hátsó felépítményére, a 2×4 méteres keretekkel rendelkező FuMO 27 radarok számára. Valószínűleg a Cerberus hadműveletet követő korszerűsítése keretében az előárbócán lévő távolságmérő tetejére egy újabb radarberendezést kapott, mely nagyban hasonlított a Tirpitzre felszereltre. Felül a FuMO 26 2×4 méteres kerete volt, alul a valamivel kisebb Timor keret, melyek együtt forogtak, míg a passzív Sumatra radarberendezés antennáit az előárbóc platformjának védőfalára szerelték, mind a négy irányba egyet-egyet.
A Prinz Eugen felszereltsége egyedülálló volt azonban annyiban, hogy volt egy speciális magasságmérő berendezése, ami két téglalapalapú keretből állt, és amin változtatni lehetett a magasságot. A bal oldali tartotta az aktív dipólokat, a jobb oldali pedig a vertikális polarizációjú passzív „pillangó” dipólokat. Ez egy légtérfigyelésre és/vagy a légvédelmi ágyúk tűzvezetésének segítésére szánt kísérleti berendezés lehetett. Ezt eltávolították a nehézcirkálóról azzal egyidőben, hogy a Tirpitz megkapta a fejlettebb Würzburg radart.
A cirkáló utolsó radarfelszereltsége egy nagyméretű, 3×6 méteres keret volt a FuMO 26 számára a radartornyának elején, és a háború legkifinomultabb német radarjának, a FuMO 81 Berlin-S körbeforgatható felderítőradarnak az előárbócon elhelyezett antennája volt, ami 6 cm-es hullámhosszon működött. A passzív eszközei közé a standard Sumatra mellett az elülső radartorony tetején elhelyezett, kúpalakú FuME 2 Wespe-G (2) tartozott. Feltételezhetően rendelkezett Bali dipólokkal, de ezek túlságosan kisméretűek ahhoz, hogy a fényképeken felismerhetőek legyenek.
1944 augusztusától FuMO 25-tel is fel volt szerelve, amit a rombolókhoz hasonlóan a főárbóc keresztrúdján helyeztek el. A helyzetéből fakadóan ez csak 35º-tól 325º-ig tudott pásztázni, habár 360º-ban volt forgatható.

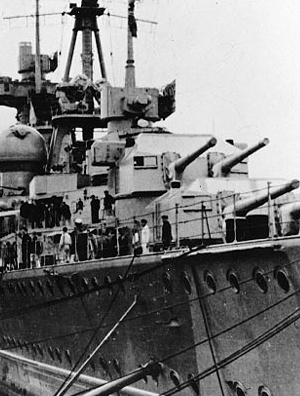
A két hátsó lövegtorony – Innsbruck (felső) és Wien (alsó)
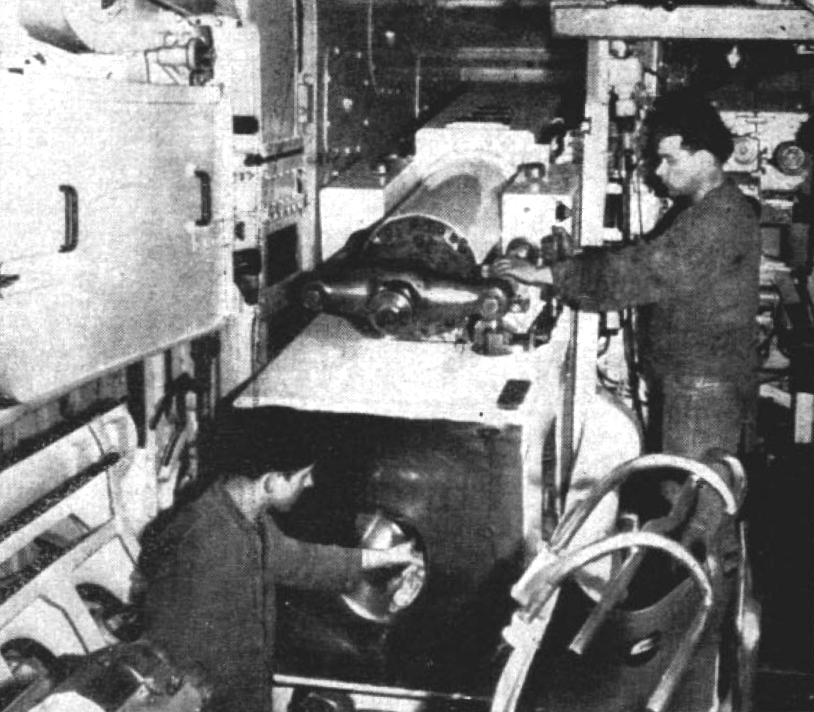
Egy lövegtorony belül
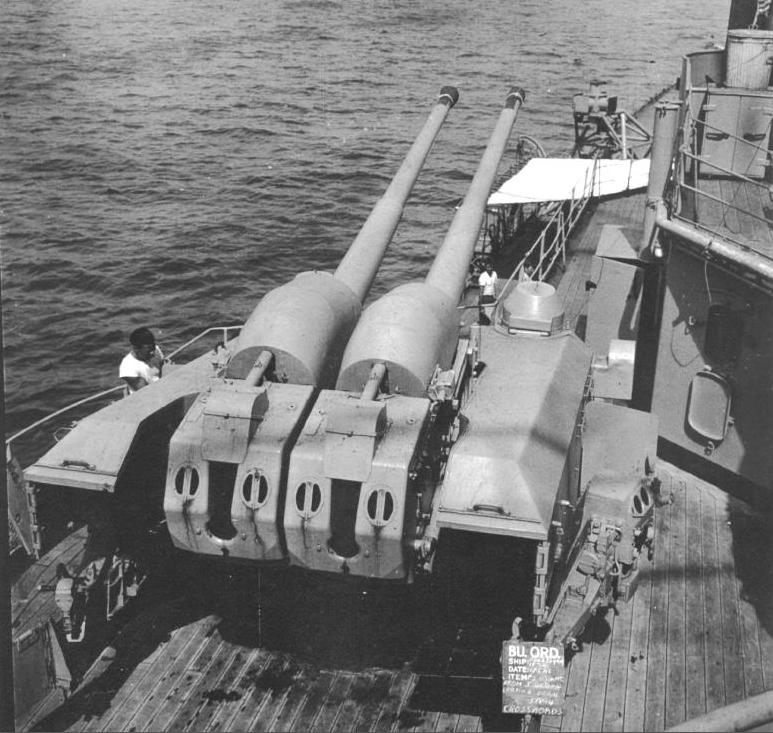
10,5 cm-es légvédelmi lövegek
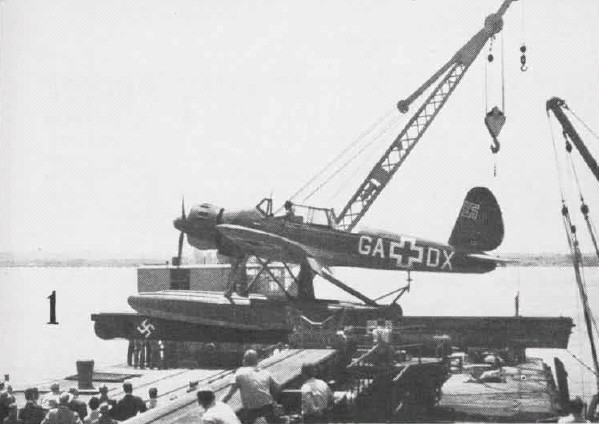
Leszerelt katapultja és egy hidroplánja egy amerikai teszten (1947)
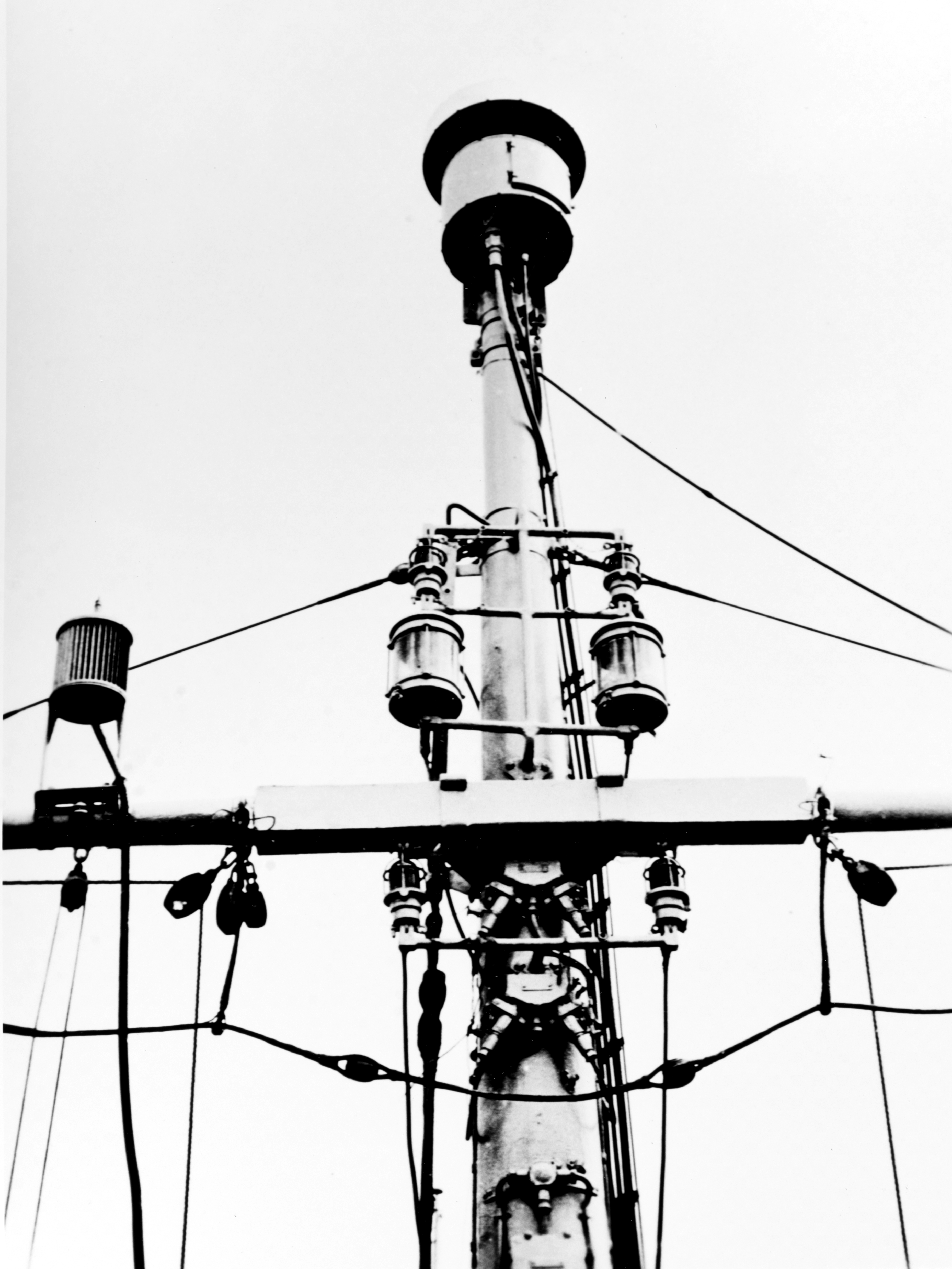
FuMO81 „Berlin” típusú radar az előárbóc csúcsán

## Névadás és vízrebocsátás

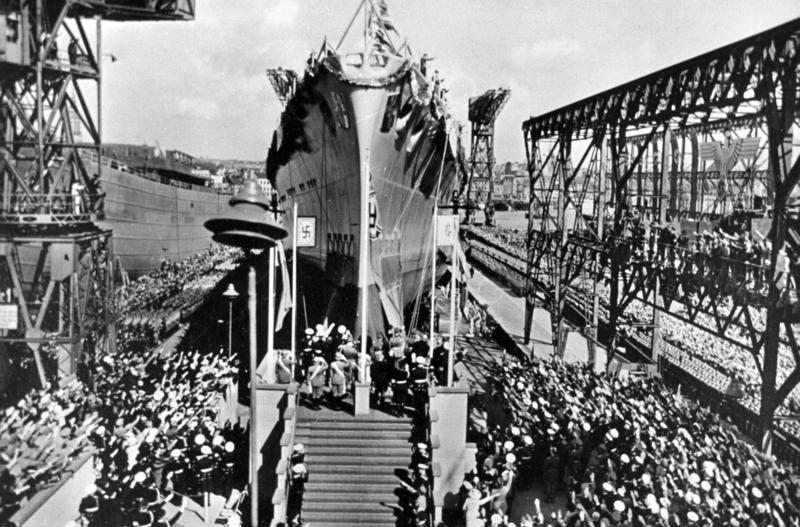
Vízrebocsátása az emelvényen a Horthy házaspárral

A Prinz Eugent a Kriegsmarine a kieli Germaniawerfttől rendelte meg. A gerincének lefektetésére 1936. április 23-án került sor 564-es építési számmal és Kreuzer J átmeneti megnevezéssel. A vízrebocsátására 1938. augusztus 22-én került sor, és tekintettel a pár hónappal a birodalomhoz Ostmark névvel csatlakozó osztrák területekre a Császári és Királyi Haditengerészet egyik hajója után szándékozták elnevezni, ápolva evvel a Monarchia haditengerészetének tradícióit. Eredetileg Wilhelm von Tegetthoff tengernagy, az lissai csata győztes tengernagya után nevezték volna el, azonban tartva attól, hogy ezt sértőnek találhatja a baráti Olaszország, végül elálltak ettől a névadástól, és végül a törökellenes háborúk hadvezérére, Savoyai Jenőre esett a választás.
A névválasztás egyben jó alkalmat kínált a német–magyar kapcsolatok javítására is, mivel ehhez kapcsolódóan a kieli vízrebocsátásra meghívták Horthy Miklós kormányzót, a Császári és Királyi Haditengerészet utolsó parancsnokát, aki emellett 1917. november 24. és 1918. március 1. között parancsnokolta a Prinz Eugen csatahajót. A ceremónián Arthur Seyß-Inquart, a Német Birodalomhoz Ostmark névvel csatlakozó Ausztria birodalmi helytartója mondta a keresztelő beszédet. A keresztelést a kormányzó felesége, Horthy Miklósné Purgly Magdolna végezte.
A testvérhajóihoz hasonlóan a Prinz Eugent is merőleges orral építették meg, amit a vízrebocsátása után szintén a klipperekére emlékeztető Atlantikbugra építettek át. A kéménysapkát nála is ferde kialakításúra cserélték.

## Szolgálata
A hajó szolgálatba állítását kis mértékben késleltette egy 1940. július 1-én éjszaka végrehajtott brit légitámadás Kiel ellen, amiben könnyebb sérüléseket szenvedett két bombatalálattól. és egy hónappal később, augusztus 1-én szolgálatba állhatott. Az 1940-es év hátralévő részét a Balti-tengeren töltötte próbajáratok elvégzésével. 1940. december 17-18-án végrehajtott tesztelés közben – melynek során Fischel altengernagy és a mérnöki képesítésű Karl Thäter ellentengernagy is a fedélzetén tartózkodott – 33,5 csomós sebességet ért el.
1941 elején került sor a tüzérségi gyakorlataira, majd egy rövid ideig szárazdokkban állt a végső módosítások elvégzése céljából. Áprilisban csatlakozott az újonnan átadott Bismarck csatahajóhoz, és a Balti-tengeren közösen vettek részt hadgyakorlatokon. Ezt a két hajót választották ki a Rheinübung hadművelet végrehajtására, melynek célja az Atlanti-óceánra való kitörés után kereskedelmi háború folytatása volt a nyílt óceánon.
Április 23-án a Fehmarnbelten Kielbe tartva a cirkáló aktivált egy brit repülőgép által ledobott mágneses aknát. A robbanás megrongálta az üzemanyagtartályát, a hajócsavarok tengelyének kapcsolóművét, és a tűzvezetés felszereléseit. A javítások miatt a Rheinübung hadművelet késedelmet szenvedett. Erich Raeder és Günther Lütjens tengernagyok a megtárgyalták a hadművelet még további kitolásának lehetőségét bízva abban, hogy a Scharnhorst csatahajó javítását hamarosan befejezik Franciaországban, és így bevonhatják a hadműveletbe, vagy megvárják, míg a Bismarck testvérhajója, a Tirpitz befejezi a próbajáratait, és csatlakozhat a Bismarckhoz és a Prinz Eugenhez. Végül úgy döntöttek, érdemesebb folytatni a harcot felszíni hadihajókkal az Atlanti-óceánon amint csak lehet a britekre kifejtendő folyamatos nyomás érdekében, ezért erősítések nélkül indították meg a Rheinübungot.

### Rheinübung hadművelet
1941. május 11-re a Prinz Eugenen befejeződtek a javítási munkálatok, és Gotenhafenbe hajózott át, ahol a legénység felkészült az atlanti bevetésre. Május 18-án a Prinz Eugen az Arkona-foknál csatlakozott a Bismarckhoz. A két nagy hajót három romboló – Hans Lody, Friedrich Eckoldt, Z 23 – és egy aknaszedőflottilla vette kíséretébe. A német vizeket elhagyó köteléket a Luftwaffe vadászrepülőgépei biztosították az égből. Május 20-án 13:00 körül a német flottilla és a svéd Gotland cirkáló nagy távolságból észlelték egymást. A svéd hajó két órán át követte és szemmel tartotta a németeket a Kattegatban. A Gotland a svéd haditengerészet parancsnokságának jelentést tett az észlelésről a következő tartalmú üzenetben: „Két nagy hajó, három romboló, öt kísérőhajó, és 10-12 repülőgép elhaladtak Marstrand előtt, irány 205°/20'." Az OKM (Oberkommando der Marine – Haditengerészeti Főparancsnokság) nem aggódott a Gotland által jelentett biztonsági kockázat miatt, bár Lütjens úgy ítélte meg a helyzetet, hogy a hadműveleti biztonságot ezzel elveszítették. A Gotland által leadott jelentés eljutott Henry Denham sorhajókapitányhoz, a svédországi brit haditengerészeti attaséhoz, aki az információkat továbbította a brit admiralitáshoz.
A Bletchley Park kódfejtői is megerősítették közben, hogy egy Atlanti-óceánon végrehajtani tervezett német portya van készülőben, miután megfejtették azokat az üzeneteket, melyek tartalma szerint a Bismarck és a Prinz Eugen zsákmánylegénységet vettek fel, és további navigációs térképeket igényeltek a parancsnokságtól. A britek a hírekre reagálva két Supermarine Spitfire felderítőgépet küldtek a német kötelék felkutatására a norvég partokhoz. A német flottilla május 20-án este érkezett a norvég partokhoz, ahol az aknaszedők kiváltak, és a két nagy hajó a három romboló társaságában folytatta az útját északi irányban. Másnap reggel a Prinz Eugen rádiósai dekódolták azt az üzenetet, melyben a brit repülőgépeket a norvég partok mentén északnak tartó „két csatahajó és három romboló” felkutatására utasították. Május 21-én 07:00-kor a németek négy azonosítatlan repülőgépet észleltek, melyek gyorsan visszafordultak. Röviddel 12:00 után a kötelék elérte Bergent, és lehorgonyzott a várostól északkeletre lévő Grimstad-fjordban. Itt a Balti-tengeren használt festésmintázatot a német hajóknál az Atlanti-óceánon való bevetéseken alkalmazott szürke színre festették át.

A Prinz Eugen és a Bismarck, és az őket üldöző brit hajók útvonala

A bergeni tartózkodása alatt a Prinz Eugen 764 t üzemanyagot vételezett a Wollin tankerről, míg a Bismarck nem tudta – vagy a magasabb sebesség tartásának érdekében nem is akarta – hasonló mértékben pótolni az üzemanyagkészletét. Május 21-én 19:30-kor a Prinz Eugen és a Bismarck a három romboló kíséretében kifutott, és éjfélre elérték a nyílt tengert, ami után a Jeges-tenger felé vették az irányt. Raeder tengernagy ekkor értesítette csak Hitlert a hadművelet megindításáról, aki vonakodva engedélyezte csak annak terv szerinti folytatását. Május 22-én 04:14-kor a három romboló kivált a kötelékből Trondheim magasságában. 12:00 körül Lütjens a két hajójával a Dánia-szoros felé vette az irányt, hogy azon keresztül jussanak ki az Atlanti-óceánra.
Május 23-án 04:00-ra Lütjens a sebesség 27 csomóra való fokozását rendelte el a szoroson való gyors áttöréshez, hogy kisebb eséllyel fedezzék fel őket az itt rendszeresen járőröző brit cirkálók. A szorosba érve mindkét hajó beüzemelte a radarberendezését. A Bismarck a Prinz Eugen előtt haladt nagyjából 700 méterrel, a köd miatt a látótávolság 3-4000 méter közötti volt. 10:00 körül jégtáblák kerültek az útjukba, ami miatt a sebességüket 24 csomóra kellett mérsékelniük. Két órával később értek az Izlandtól északra lévő vizekre, ahol már cikkcakkban kellett haladniuk az úszó jégtáblák miatt. 19:22-kor a hidrofonok és a radarok kezelői érzékeltek egy hajót – a Suffolk nehézcirkálót – mintegy 12 500 m távolságban. A Prinz Eugen rádiósai elfogták a Suffolk által küldött üzenetet, amiből kiderült, hogy a helyzetüket jelentették.
Lütjens engedélyt adott a Prinz Eugennek arra, hogy harcba szálljon a brit cirkálóval, viszont Brinkmann sorhajókapitány nem tudta tisztán kivenni a célpontot, és ezért nem adta ki a tűzparancsot. A Suffolk gyorsan kitért a fenyegetés elől és biztonságos távolságot felvéve követte a német hajókat. 20:30-kor a Norfolk nehézcirkáló csatlakozott a Suffolkhoz, de közben túl közel került a német hajókhoz, Lütjens pedig tűzparancsot adott ki az újonnan felbukkanó brit cirkálóra. A Bismarck öt sortüzet adott le, melyek közül három villába fogta a Norfolkot és repeszekkel terítette be a fedélzetét. A brit cirkáló mesterséges ködfüggöny leple alatt menekült bele a valódi ködbe, és ezzel a rövid összetűzés véget ért. A 38 cm-es ágyúk torkolattüze megrongálta a csatahajó árbóctornyának tetején lévő FuMO 23 típusú radart, ami miatt Lütjens a Prinz Eugent rendelte az élre, hogy az a működőképes elülső radarjával pásztázni tudja az előttük lévő területeket. A brit cirkálók az éj leple alatt követték a két német hajót, folyamatosan jelentve azok pozícióját és menetirányát, célra vezetve ezzel Lancelot Holland altengernagynak a német elfogására érkező hajóraját.

#### A Dánia-szorosban vívott csata

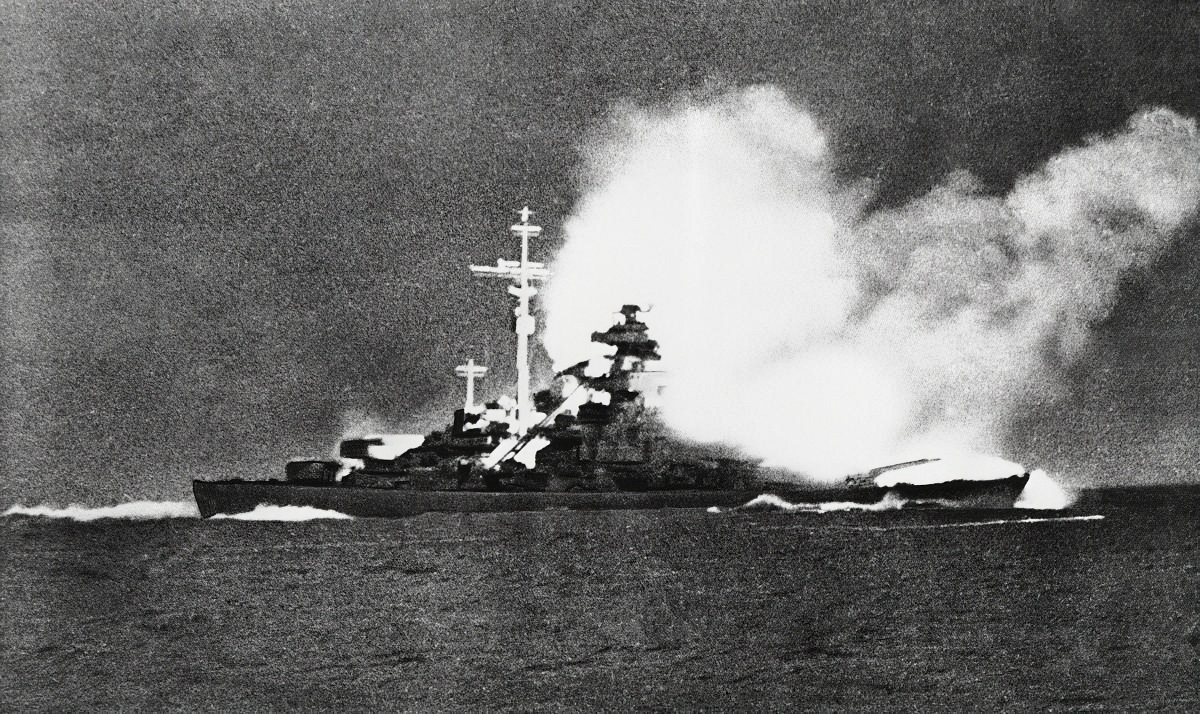
A Bismarck sortüzet lő a Dánia-szorosban – a háború egyik legismertebb fényképe a Prinz Eugen fedélzetéről készült

Május 24-én reggel kitisztult az ég, és 05:07-kor a Prinz Eugen hidrofonkezelői két, a német kötelékhez közelítő hajót észleltek 20 tmf (37 km) távolságra, melyeket „280° relatív irányban két gyorsan mozgó turbinameghajtású hajó zajaként” jelentettek. 05:45-kor a német hajók őrszemei füstöt észleltek a láthatáron, melyek a Hood csatacirkálótól és a Prince of Wales csatahajótól származtak, melyeket előbbi fedélzetéről Holland altengernagy vezetett. A németek eleinte nehézcirkálóknak gondolták őket, felbukkanásuk után tíz perccel Lütjens harci riadót rendelt el a hajóin. 05:52-kor a távolság már 26 000 méterre csökkent, mikor a Hood elsőként tüzet nyitott, majd egy perccel később a Prince of Wales is így tett. A Hood a Prinz Eugent vette célba, melyet vélhetően tévesen a Bismarcknak vélt, míg a Prince of Wales a Bismarckra nyitott tüzet.

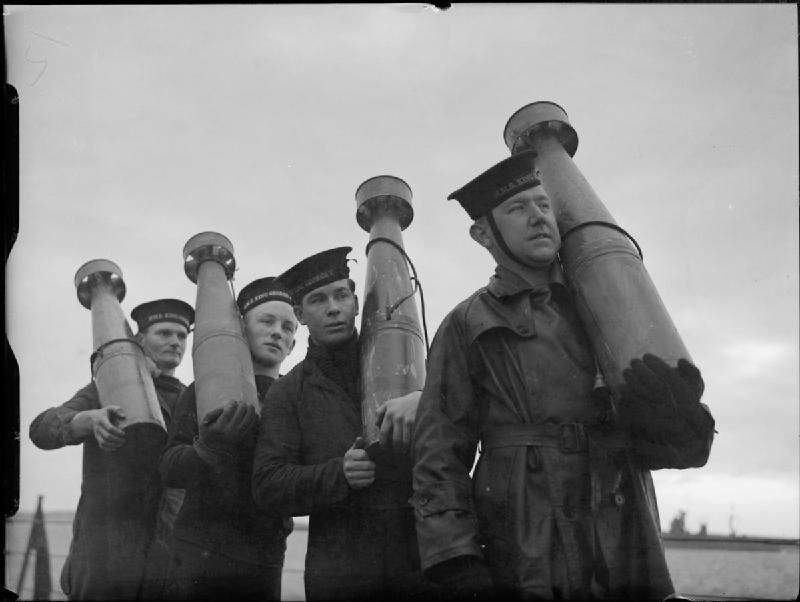
A Prinz Eugen első találata által a Hoodon felrobbanó 810 mm-es légvédelmi rakéták (itt a King George V csatahajón)

A brit hajók egyenesen a német hajók felé tartottak, ami miatt csak az elülső lövegtornyaikat használhatták, míg a német hajók számára eközben oldalt helyezkedtek, így azok teljes sortüzeket lőhettek, és mind a ketten az élen haladó Hoodot vették célba. Percekkel az első lövések eldördülte után Holland 20°-kal való balra kanyarodást rendelt el, ami lehetővé tette volna a hátsó lövegtornyok bevetését is. A Prinz Eugen nagy robbanóerejű gránátok lövedékeket készített elő, mivel a páncéltörő lövedékei nem lettek volna képesek átütni a kapitális brit hadihajók páncélzatát. Egy perccel azt követően, hogy tüzet nyitott, a Prinz Eugen már a második sortüzével 05:56-kor elérte a csata első találatát a Hoodon egy 20,3 cm-es lövedékkel, ami a második kémény és a főárbóc között légvédelmi rakétákat robbantott fel a fedélzetén. Ennek következtében nagy tűz keletkezett, amit azonban hamar sikerült eloltani. Holland ezután egy második 20°-os bal oldalra való kanyarodást is elrendelt, amivel a hajóit a németekével párhuzamos irányra állította volna. Eddigre azonban a Bismarck már belőtte magának a Hoodot, ezért Lütjens a Prinz Eugennek azt a parancsot adta, hogy helyezze át a tüzét a Prince of Wales-re, hogy mind a két brit hajót tűz alatt tartsák egyszerre.
Lütjens ezután a Prinz Eugennek azt az utasítást adta, hogy kissé maradjon le, hogy szemmel tarthassa a Norfolkot és a Suffolkot, amik még becslésük szerint 10-12 tengeri mérföldre voltak keleti irányban. 06:00-kor a Hood épp befejezte a második kanyarodó manőverét, mikor a Bismarck ötödik sortüze eltalálta. A 38 cm-es páncéltörő lövedékek közül kettő röviden leérkezve csapódott be közel a hajóhoz, de legalább egy telibe találta, és elérte a hátsó lőszerraktárát, felrobbantva az ott tárolt kivetőtöltetet, mintegy 112 t korditot. A detonáció kettészakította a hajót a főárbóc és a hátsó kémény között. A hajó elülső része egy rövid ideig még tovább haladt előre, majd a beáramló vízmennyiség kiemelte az orrát, mely csak derékszögig emelkedett az ég felé. A tatja is hasonlóképpen emelkedett ki a vízből az elsüllyedése előtt. Nyolc perccel azt követően, hogy tüzet nyitott, a Hood eltűnt a hullámok között. A fedélzetén tartózkodó 1419 főből csak hármat sikerült kimentenie a később a helyszínre érkező brit rombolóknak.
A süllyedő csatacirkálót kikerülő Prince of Wales a manővere miatt 12 000 méteren belülre került a Prinz Eugenhez, ami azt jelentette, hogy a torpedóinak hatótávolságán belülre került. Brinkmann sorhajókapitány ezt előre látva utasítást adott a Sigurd Reimann torpedótisztnek a torpedók kilövésére a megfelelő pillanatban, azonban ő rosszul határozta meg a távolságot, így elmulasztotta kilőni a bal oldali torpedókat. Ekkortájt még a nehézcirkáló 10,5 cm-es lövegei tüzet nyitottak pedig a kis távolság miatt.
Pár perc eltelte után a sérült brit csatahajó kitért a további harc elől. Az elszakadási manővere közben adta le rá a Prinz Eugen a tizenhatodik, majd röviddel rá a tizenhetedik sortüzét 13 000 méteres beállítással. Ekkor találatot ért el a Prince of Wales-en a vízvonal alatt a tatnál. A tizennyolcadik sortüzét 14 500 méteres beállítással adta le, és ekkor két találatot ért el rajta. Az egyik 20,3 cm-es lövedék a vízvonal alatt érte a tatot, a másik a bal oldali 133 mm-es lövegek negyedik tornyának lőszerraktárát (átrakodó helyiségét), de ez a lövedék nem robbant fel. A távolság növekedésével a németek beszüntették a tüzelést, bár Ernst Lindemann sorhajókapitány, a Bismarck parancsnoka a Prince of Wales üldözését és megsemmisítését szorgalmazta. Lütjens tengernagy határozottan elutasította a felvetést, és tartva magát a hadműveleti parancshoz az Atlanti-óceán felé való haladásra adott parancsot.
Az összecsapás végén Lütjens arról adott rádión jelentést az OKM-nek, hogy a „Csatacirkáló, valószínűleg a Hood, elsüllyedt. Másik csatahajó, King George V vagy Renown, sérülten kitért. Két nehézcirkáló követ.” 08:01-kor jelentést tett a hajóját ért károkról és a további szándékairól az OKM-nek, ami tartalmazta azt, hogy a Prinz Eugent elbocsátja, hogy önállóan folytasson kereskedelmi háborút, a Bismarckkal pedig Saint-Nazaire felé veszi az irányt, hogy ott javíttassa ki a sérüléseit. Röviddel 10:00 után Lütjens a Prinz Eugent visszarendelte a Bismarck mögé, hogy kívülről felmérje a csatahajó orrából észlelhető olajszivárgás mértékét. Miután a Prinz Eugen jelentette, hogy a „Bismarck farvizének mindkét oldalán széles olajsáv” észlelhető, a nehézcirkáló visszatért a csatahajó elé.
A csatában a nehézcirkáló 157 darab 20,3 cm-es lövedéket (23 sortűzzel), és 66 darab 10,5 cm-es lövedéket lőtt el. A Hoodon legalább egy, a Prince of Wales-en három találatot ért el.

#### Különválás aBismarcktól és kikötés Brestben
A romló időjárást kihasználva Lütjens 16:40-kor kísérletet tett a Prinz Eugen elbocsátására, de a szélvihar nem volt elég erős ahhoz, hogy elrejtse a manővert a brit cirkálók elől, melyek továbbra is érzékelték radarjaikkal a német hajókat. A Prinz Eugent ezért ideiglenesen visszarendelték a Bismarck mellé. 18:14-kor az újabb próbálkozás már sikerrel járt, ekkor a Bismarck megfordulva a brit cirkálók felé vette az irányt a Suffolkot teljes sebességgel való kitérésre kényszerítve. A Prince of Wales 12 sortüzet lőtt ki közben a Bismarckra, mire az 9 sortűzzel válaszolt. Találatot nem értek el egymáson. A Bismarck akciója teljesen magára vonta a britek figyelmét, lehetővé téve a Prinz Eugen számára az elszakadást.

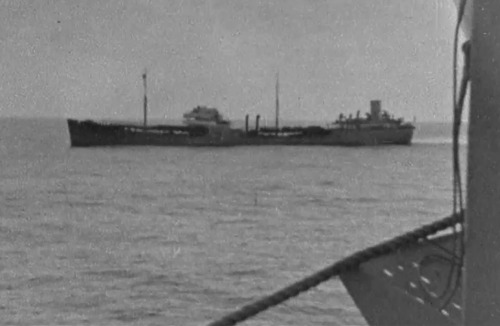
A Spichern 1941 májusában

Május 26-án a Prinz Eugen találkozott a Spichern ellátóhajóval, és feltöltötte róla a csaknem teljesen leürült üzemanyagtartályait. Ekkorra már csak 160 t fűtőolaja maradt, ami egy napra lett volna elég számára. Ezt követően déli irányban folytatta tovább az útját, hogy a kereskedelmi útvonalak mentén tevékenykedjen. Egyetlen kereskedelmi hajóval sem találkozott, mikor a hajtóműve meghibásodott május 27-én – a napon, melyen a Bismarck elsüllyedt. Ekkor visszarendelték azzal, hogy Franciaországban kössön ki. Május 28-án az Esso Hamburg tartályhajóról vételezett üzemanyagot. Ugyanezen a napon több hajtóműprobléma is jelentkezett nála, többek között problémák jelentkeztek a bal oldali hajtómű turbinájánál, a középső hajtómű hűtésénél, és a jobb oldali hajócsavarnál, amik miatt legfeljebb 28 csomós sebességet érhetett csak el. A hajócsavart csak dokkban lehetett ellenőrizni és megjavítani, ezért a nagy dokkokkal rendelkező Brestre esett a választás. A nehézcirkáló május 29-én a Kota Penang tartályhajóról vételezett üzemanyagot, és ezen a napon a rádiófelderítése legalább 104, a térségben lévő brit hajót (hadihajót és kereskedelmi hajót vegyesen) észlelt, ennek ellenére észrevétlenül érte el a Vizcayai-öböl vizeit. Június 1-én a Bresttől délre fekvő vizekre érve rombolók futottak ki elé és repülőgépek biztosították az érkezését. Aznap Brestbe befutva azonnal szárazdokkba állították.

### Cerberus hadművelet

A német hadihajók útvonala a Cerberus hadművelet során

Az Angliához közel eső Brestet, ahol a Prinz Eugen mellett a Scharnhorst és a Gneisenau csatahajók is állomásoztak, gyakran érték légitámadások. A brit légierőnél a három hajót gyakran emlegették tréfásan a „Breszti Bombavetési Célflottillaként”. 1941. augusztus 1. és december 31. között mintegy 1200 t bombát dobtak le a kikötőre. A Prinz Eugent 1941. július 1-én egy páncéltörő bomba találta el, mely a jóval a hajóhíd alatt található vezérlőközpontig hatolt és felrobbanva 60 ember, köztük az első tiszt, Stooß fregattkapitány halálát, valamint több mint 40 sebesülését okozta. A vezérlőközpont hiányában a fő ágyúkat sem lehetett volna használni. A bomba okozta károk helyreállítása az év végéig eltartott.
A folyamatos légitámadások miatt a német főparancsnokságon úgy döntöttek, hogy a három nagy hajót biztonságosabb támaszpontokra kell áthelyezni amint kijavítják őket és menetkészek lesznek. A Rheinübung hadművelet megmutatta a németeknek, hogy milyen kockázatokkal járnak az Atlanti-óceánon való bevetések légifedezet nélkül, emellett Hitler úgy vélte, Norvégia birtoklása kulcsfontosságú a háború szempontjából, ezért elrendelte, hogy a három hajót 1942 elején hozzák vissza Németországba, ahonnan majd Norvégiába helyezhetik át őket. A terve ezzel az volt, hogy a Szovjetunióba tartó angolszász konvojokat támadják velük, valamint hogy megerősítsék Norvégia védelmét. Habár Raeder ezt túl kockázatosnak tartotta, Hitler ragaszkodott ahhoz, hogy a hajókat a La Manche csatornán át hozzák vissza Németországba. A hadművelet vezetésével Otto Ciliax altengernagyot bízták meg. Február elején ehhez aknaszedők fésülték át a meghatározott útvonalat a csatornán, a tevékenységüket pedig sikerült rejtve tartani a britek előtt.
Február 11-én 23:00-kor – egy brit légitámadást követően – a Scharnhorst, a Gneisenau és a Prinz Eugen kifutott Brestből, és egy óra múlva elérték a La Manche-ot, majd szorosan a francia partok mentén haladva 27 csomós sebességre gyorsítottak. Cherbourgot 06:30-kor hagyták el, ahol egy torpedónaszádflottilla csatlakozott hozzájuk. A torpedónaszádokat Erich Bey sorhajókapitány vezette a Z 29 jelzésű romboló fedélzetéről. A légierő biztosító hadműveletét (Unternehmen Donnerkeil) Adolf Galland tábornok irányította. A vadászrepülőgépek az árbócok csúcsának magasságában repültek, hogy a brit radarok ne észlelhessék őket. A légierő összekötő tisztjei mind a három hadihajón jelen voltak. 13:00-ra a hadihajók áthaladtak a Doveri-szoroson, és csak fél órával ezt követően érte őket az első légitámadás Spitfire vadászgépek által biztosított hat Fairey Swordfish torpedóbombázó részéről, de mind a hat Swordfish odaveszett.

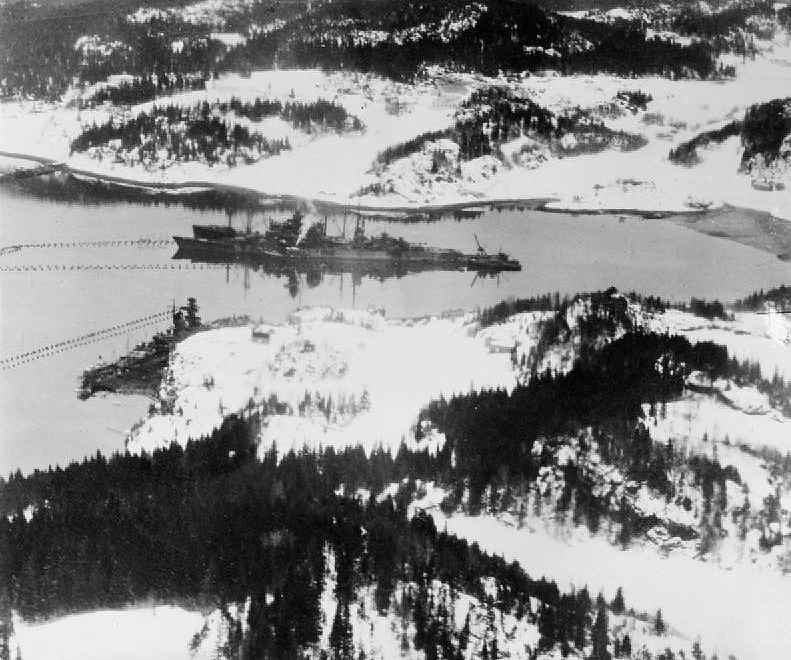
A Prinz Eugen (középen) javítás alatt a Lo-fjordban – jobbján a Huascaran műhelyhajóval, a torpedóhálók mögött az Admiral Scheer nehézcirkáló horgonyoz

Dover előtt a Prinz Eugen brit partvédelmi ütegek tüze alá került, de találatot nem szenvedett el tőlük. Számos gyorsnaszád (MTB) intézett ellene támadást, de az őt kísérő rombolók visszaverték őket, és nem tudták kilőni a torpedóikat. 16:43-kor a Prinz Eugen öt brit rombolóval került szembe (Campbell, Vivacious, Mackay, Whitshed, Worcester), melyekre a 20,3 cm-es lövegeivel tüzet nyitott a Worcesteren több találatot is elérve. A rombolók által kilőtt torpedók kikerüléséhez viszont hektikusan kellett manővereznie. A nehézcirkáló végül február 13-án reggel ért Brunsbüttelbe teljesen sértetlenül, de a három nagy hajó közül egyedül neki volt embervesztesége. 17:46-kor egy bombázó húzott át felette, és bár a bombái nem találtak célt, a géppuskáitól az egyik tengerészét halálos lövés érte, kettő pedig megsebesült. A rombolókkal való összecsapásban 108 darab 20,3 cm-es lövedéket lőtt el, és három torpedóbombázó lelövését is a nehézcirkáló légvédelmének tulajdonították.
A Cerberus hadművelet volt az első sikeres áttörés a La Manche-on évszázadok óta egy Angliával ellenséges állam hadihajóköteléke részéről. Azonban a taktikai győzelem a német haditengerészet vezetésének szemében stratégiai vereség is volt egyben, mivel ezzel megszűnt az atlanti vizeken felszíni hajókkal való kereskedelmi háború folytatásának lehetősége, ezzel pedig jóval kisebb lett a konvojok veszélyeztetettsége.

### Meghiúsult áthelyezési kísérletek Norvégiába

#### Sportpalota hadművelet
1942. február 21-én a Prinz Eugen, az Admiral Scheer nehézcirkáló (zsebcsatahajó), és a Richard Beitzen, Paul Jakobi, a Z 25, a Hermann Schoemann, a Friedrich Ihn rombolók társaságában útnak indult Norvégia felé a Sportpalota hadművelet keretében, aminek célja a már Észak-Norvégiában lévő erőkkel közösen egy konvoj elleni támadás végrehajtása volt. A Grimstad-fjordban való rövid megállás után Trondheim felé folytatták az útjukat. Két nappal később a Trondheim-fjord előtt, Kristiansundtól nyugatra a brit Trident tengeralattjáró megtorpedózta. A torpedó a tatját érte, és 7 ember – köztük két Arado-pilóta – halálát és 26 sebesülését okozva. A hajó tatrésze összeomlott, a kormánylapát elveszett, így a hajó kormányozhatatlanná vált. Ennek ellenére saját erejéből vissza tudott térni Trondheimba, ahonnan a Lo-fjordba vontatták tovább, ahol a következő hónapok során sürgős javításokat eszközöltek rajta. A teljes tatot levágták és két rögtönzött kormánylapátszerkezettel látták el, melyeket csörlőkkel lehetett mozgatni.

#### Zauberflöte hadművelet

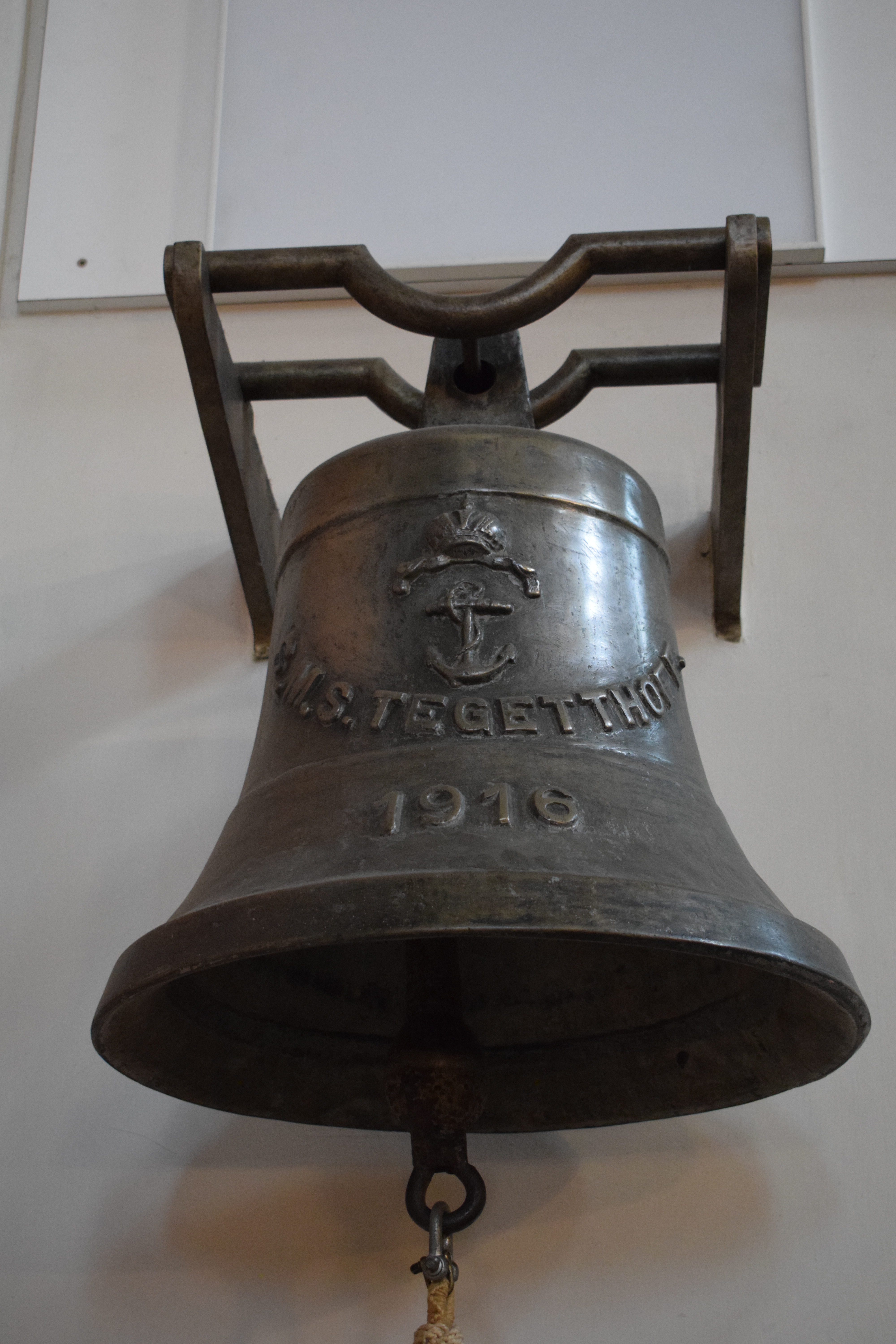
A Tegetthoff hajóharangja az Irgalmasok Templomában (Graz)

Május 16-án indult útnak a Zauberflöte hadműveletnek (Varázsfuvola hadműveletnek) nevezett áthelyezés során Kielbe a Z 25 és a Paul Jacobi rombolók valamint a T 11 és a T 12 torpedónaszádok kíséretében saját erejéből indult vissza Németországba. Kielbe tartva 19 Bristol Blenheim bombázó és 27 Bristol Beaufort torpedóbombázó támadt rá, de találatot nem sikerült elérniük rajta. Két nappal később, május 18-án érkezett meg Kielbe, ami után Brinkmann sorhajókapitány átadta a cirkáló parancsnokságát Voss sorhajókapitánynak.
Ezt követően egészen októberig szolgálaton kívül volt, majd október 27-től kezdődően látott hozzá a próbajáratok elvégzéséhez. A szolgálatba való kitörésekor az a Hans-Erich Voss vette át a parancsnokságát, aki később Hitler haditengerészeti összekötő tisztje lett. Utalva az eredetileg a nehézcirkálónak szánt névre, az első világháború után hadizsákmányként Olaszországnak juttatott Tegetthoff csatahajó egykori hajóharangját Carlo de Angelis Charet de La Fremoire ellentengernagy, a berlini olasz haditengerészeti attasé november 22-én a nehézcirkálót meglátogatva ajándékként átadta a Prinz Eugennek.
November és december folyamán hosszas próbajáratokat teljesített a Balti-tengeren, majd 1943 januárjában Norvégiába való áthelyezését tervezték (Fronttheater hadművelet). A hónap során két alkalommal is megpróbált a Scharnhorsttal közösen Norvégiába hajózni, de mindkét esetben megszakították a műveletet az ellenség sikeres légi felderítőtevékenysége miatt. Első alkalommal január 9-én a Fronntheater hadművelet keretében került volna rá sor, mikor Gotenhafenből a Scharnhorst csatahajó valamint a Paul Jacobi, Friedrich Ihn és a Z 24 rombolók társaságában futott ki Otto Schniewind tengernagy parancsnoksága alatt. A Dánia északi csücskénél lévő Skagennél azonban január 11-én brit repülőgépek észlelték őket, ezért másnap visszatértek Gotenhafenbe. Második alkalommal 1943. január 23-án futott ki a Scharnhorst társaságában (Dinamo hadművelet), de brit repülőgépek ekkor is észrevették, és ekkor is a visszafordulás mellett döntöttek.Miután nyilvánvalóvá vált, hogy lehetetlen megoldani a Norvégiába való áthelyezését, a Prinz Eugent a flotta kiképzőrajához osztották be, és kilenc hónapon át járta a Balti-tengert kiképzendő kadétokkal.
Kiképzőhajóként 1943 szeptember 30-ig tevékenykedett, és az időszak legnagyobb eseménye az volt, mikor az Admiral Scheer és Lützow nehézcirkálókkal közösen vett részt lőgyakorlaton, melynek célpontja a Hessen, az első világháborús csatahajóból kialakított célhajó volt. A gyakorlatot Thiele altengernagy vezette a Prinz Eugen fedélzetéről. Ezt leszámítva az 1943 április 5. és október 11. közötti időszakban pár tengeren, Libau külső kikötőjében, és többek között a helai révnél töltött napot leszámítva végig Gotenhafenben horgonyzott.

### Szolgálata a Balti-tengeren

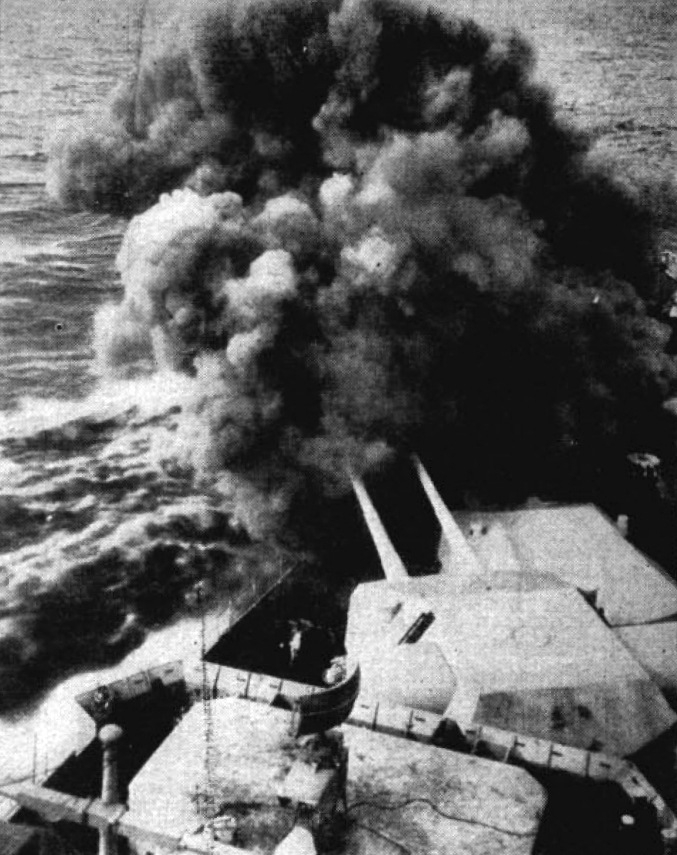
A Prinz Eugen nehézágyúi tüzelés közben egy 1946-os amerikai teszten (a Graz lövegtorony már lövegek nélkül)

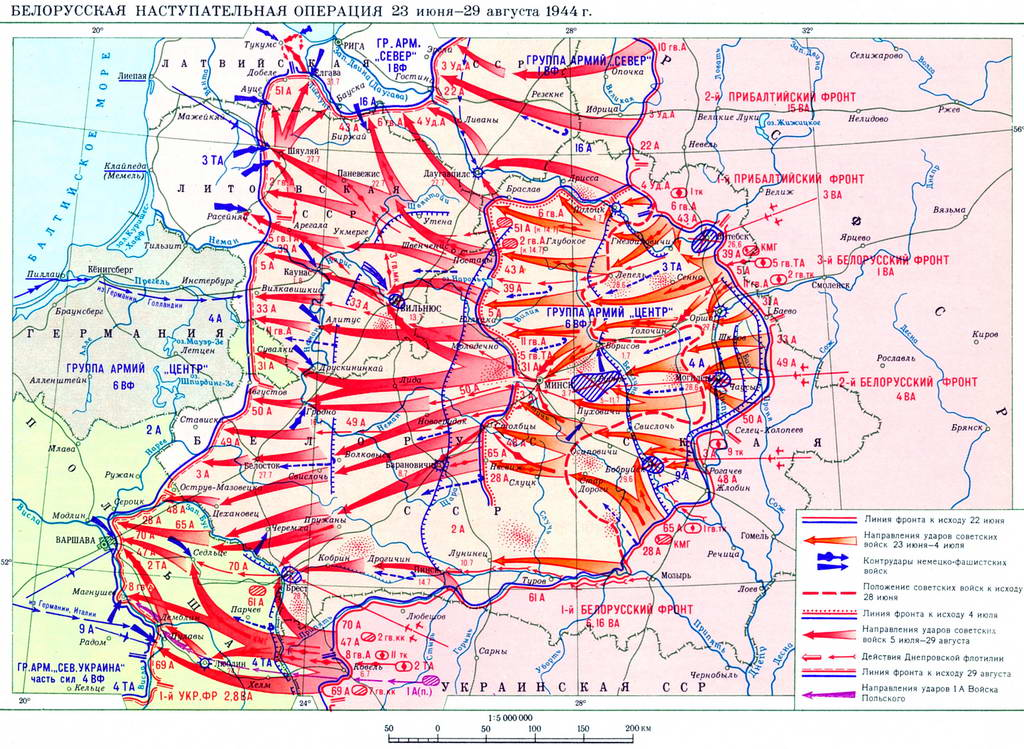
Orosz nyelvű térkép a Bagratyion hadműveletről – a Rigai-öböl partján a Tuckum elleni német ellentámadással (a tenger felőli kis kék nyíl a Prinz Eugen tűztámogatására utalhat)

A szovjet hadsereg keleti fronton való előrenyomulására tekintettel a német hadvezetés szükségesnek találta a Prinz Eugen tüzérségi támogató egységként való reaktiválását, és 1943. október 1-én ismét harci szolgálatra alkalmasnak nyilvánították. 1943. október 9-én Gotenhafent angolszász bombatámadás érte 80 bombázógép bevetésével. A Prinz Eugen sértetlen maradt, de ekkor süllyedt el a Stuttgart kórházhajó.
1944 júniusában felállították a 2. Harccsoportot (Kampfgruppe 2), melyhez rajta kívül a Lützow nehézcirkáló és a 6. rombolóflottilla tartozott, melyet később Thiele harccsoportra neveztek át (Kampfgruppe Thiele) a vezetője, August Thiele altengernagy után. Thiele a Prinz Eugent tette meg zászlóshajójának, melynek parancsnoka ekkor már Hans-Jürgen Reinicke sorhajókapitány volt. Június nagy részét a Balti-tenger keleti vizein töltötte az Utö szigettől északnyugatra fekvő térségben, hogy erőt mutasson a Finnországból való német kivonulás idején. A Bagratyion hadművelettel a szovjet csapatok elérték a Rigai-öböl déli partján lévő Tuckum települést, amivel elvágták a szárazföldi összeköttetést a Baltikumban harcoló német csapatokkal. A német hadvezetés egy gyorsan előkészített támadó hadművelettel (Doppelkopf hadművelet) igyekezett helyreállítani az összeköttetést, melyhez a tenger felől a Thiele harccsoportnak kellett tűztámogatást nyújtania. Augusztus 19-20-án a Prinz Eugen behajózott a Rigai-öbölbe és 25 km távolságból lőtte Tuckumot. A hadműveletet négy romboló, és két torpedónaszád támogatta, és a nehézcirkáló mindhárom repülőgépe bevetésre került tüzérségi megfigyelőként. A Prinz Eugen 265 darab 20,3 cm-es lövedéket lőtt el ekkor, és a tüzérségi támogatása kulcsfontosságú szerepet játszott a Kurfölddel augusztus 18-án létesített szűk szárazföldi folyosó elleni szovjet támadások visszaverésében.
Szeptember elején a Prinz Eugen támogatta Hogland szigetének megszerzésére irányuló támadást, ami nem járt sikerrel. A hadművelet után visszatért Gotenhafenbe, majd egy konvojnak adott kíséretet, mely Finnországból evakuált német csapatokat. A konvojhoz hat teherhajó tartozott, és szeptember 15-én futott ki a Botteni-öbölből a teljes 2. harccsoport kíséretében. Eközben a svéd légierő és a haditengerészet rombolói szemmel tartották a konvojt. A következő hónapban a Prinz Eugen ismét tűztámogatást nyújtott a Baltikumban harcoló csapatoknak. Október 11-én és 12-én Memel térségében lévő csapatokat segítette tüzével. Ezen két első nap során mintegy 700 darab lövedéket lőtt ki a fő tüzérsége. A lőszerkészleteinek feltöltése után október 14-én visszatért Memelhez, és 370 lövedéket lőtt el a 20,3 cm-es lövegeivel aznap és másnap.
Október 15-én Gotenhafenbe tartva Heltől északra belerohant a Leipzig könnyűcirkálóba. A szerencsétlenség a sűrű köd miatt történt és a könnyűcirkálón 27 tengerész életét követelte, melyet a Prinz Eugen csaknem teljesen kettévágott. A nehézcirkáló még 14 óra hosszat maradt könnyebb társának oldalába ékelődve, mire vontatók segítségével sikerült különválasztani őket. A Prinz Eugent Gotenhafenbe vitték, ahol egy hónapon belül kijavították a sérüléseit, és november 14-én kezdte meg a próbajáratait. November 20-21-én a Ösel sziget déli részét képező Sworbe-félszigeten harcoló német csapatokat támogatta 514 nehézgránát kilövésével. Négy torpedónaszád —T 13, T 16, T 19, T 21 — csatlakozott hozzá az akcióban. Ezt követően visszatért Gotenhafenbe feltölteni a lőszerkészleteit, és újrafuratni az elhasználódott lövegcsöveit.
A nehéz háborús körülmények közepette is nyílt időnként alkalom szórakozásra a hajón. Ismert személyiségek keresték fel, mint például Hilde Krahl és Siegfried Breuer színészek, és egy kozák csoport is előadta zene- és tánctudását a fedélzetén.

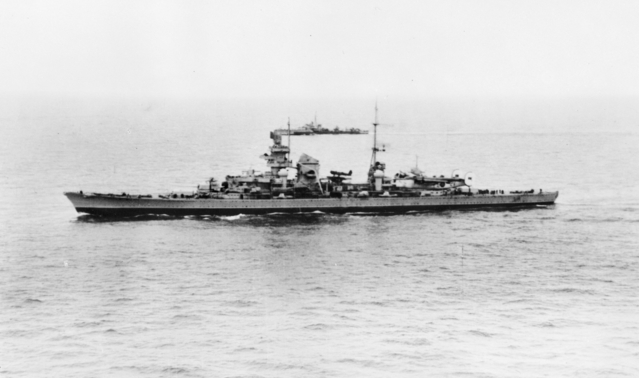
A Prinz Eugen Koppenhágából Kielbe tartva a háború utáni napokban

A cirkáló lövegeit 1945 január közepére hozták ismét bevethető állapotba, mikor a Samlandra betörő szovjet csapatok ellen vetették be (Samlandküste hadművelet). Egyben a feladata volt a civilek evakuálásának a fedezése is. Összesen 871 lövedéket lőtt ki a Cranznál lévő német hídfőt támadó szovjet csapatokra, mely hídfőt a XXVIII. hadtest tartotta, védve ezzel a délebbre lévő Königsberget. A bevetés során a Z 25 jelű romboló és a T 33 jelű torpedónaszád támogatta. A Prinz Eugen itt felhasználta a nehéztüzérségének összes lövedékét, és a lőszerhiány miatt egészen március 10-ig a kikötőjében maradt, mikor a harccsoportot – március 22-ig átmenetileg Bernhard Rogge altengernagy vezetésével – ismét bevetették szárazföldi célpontok ellen Gotenhafen, Danzig és Hela körzetében, ahol többek között útkereszteződéseket és szovjet menetoszlopokat vett tűz alá. Eközben veszélyeztették tengeralattjárók, nagy erőkkel támadták repülőgépek, és szovjet aknákat kellett kikerülnie. Közben emberveszteségek is érték: március 26-án a legénységének egyik tagjával szovjet repülőgép gépfegyvere végzett, március 31-én egy szovjet rakétatalálat végzett kilenc emberrel a fedélzetén. A bevetés során 2025 darab 20,3 cm-es, és 2446 darab 10,5 cm-es űrméretű lövedéket lőtt el. A Schlesien csatahajó is részt vett ezekben a tűztámogató bevetésekben, és március 25-től kezdődően a Lützow nehézcirkáló is Bernhard Rogge altengernagy vezetésével.
Április 8-án a Prinz Eugen és a Lützow Swinemündébe hajózott, ahol április 13-án 34 Avro Lancaster bombázó intézett támadást a lehorgonyzott hajók ellen, de ekkor a sűrű köd miatt meg kellett azt szakítaniuk. Két nappal később visszatértek, és ekkor sikerült elsüllyeszteniük a Lützow-t egyetlen Tallboy bomba találatával. A Prinz Eugen ezt követően Swinemündéből Rügen szigetéhez ment, ahonnan pár nap eltöltése után Koppenhágába hajózott át, ahova április 20-án érkezett meg. Innen üzemanyag hiányában már nem tudott kifutni a háború alatt. A háború utolsó évében nyújtott teljesítményéért Reinicke 1945. április 21-én a Vaskereszt Lovagkeresztje kitüntetésben részesült. Koppenhágában május 7-én 16:00-kor bevonták rajta a hadilobogót, amivel kivonták a szolgálatból és másnap átadták a brit haditengerészetnek.
A Kriegsmarine kötelékében harcolva a Prinz Eugen fedélzetén szolgálók közül 115 fő veszítette életét, közülük 79 esett el harcban, 33 baleset következtében hunyt el, hárman pedig egyéb okokból veszítették életüket. A 115 közül 4 volt tiszt, 7 volt kadét vagy tengerészzászlós, 2 volt tiszthelyettes, 22 tiszthelyettesjelölt, 78 tengerész és 2 civil.

### Az amerikai haditengerészet kötelékében

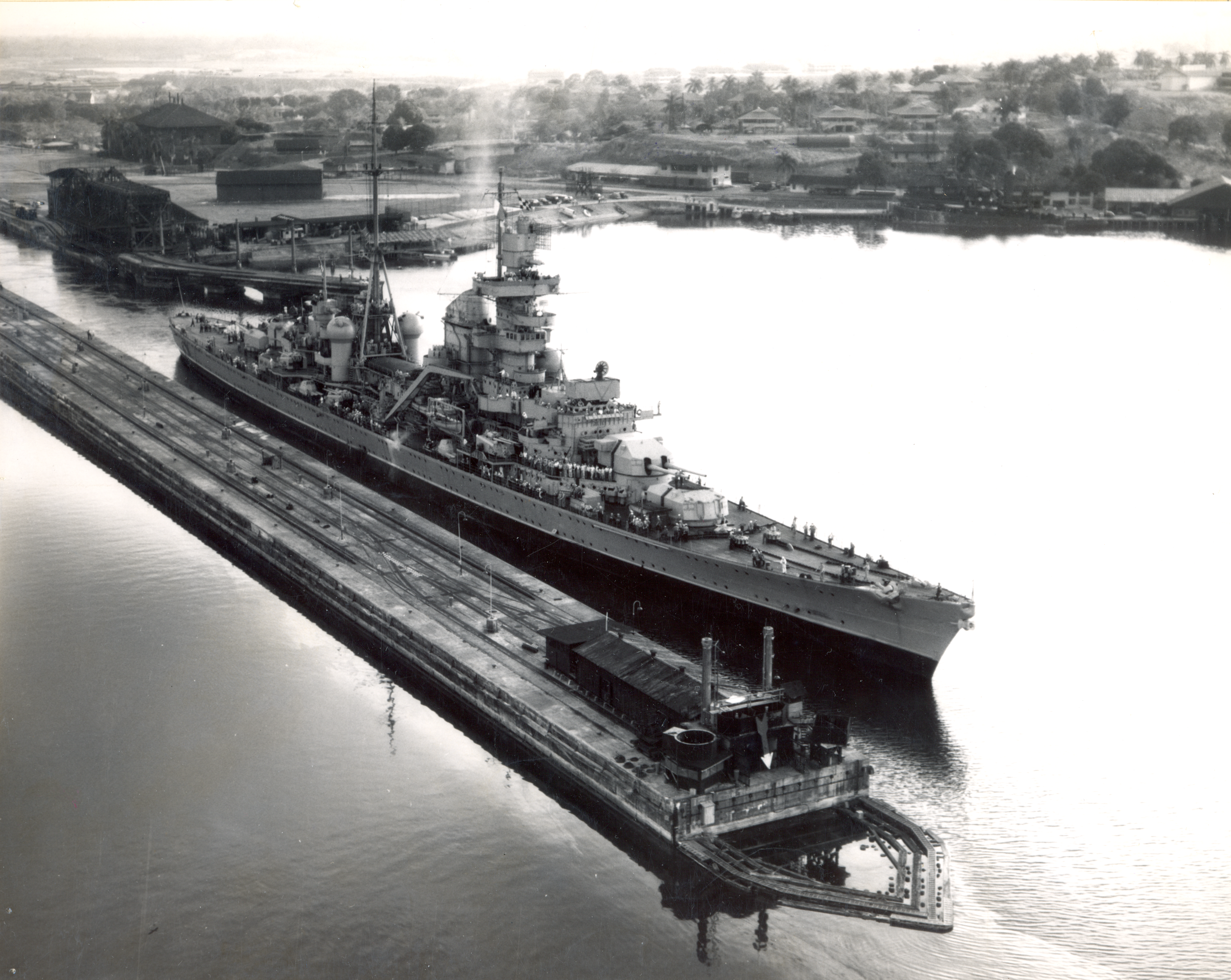
A Prinz Eugen a Panama-csatornán áthaladva 1946-ban – az ’A’ lövegtorony ágyúk nélkül

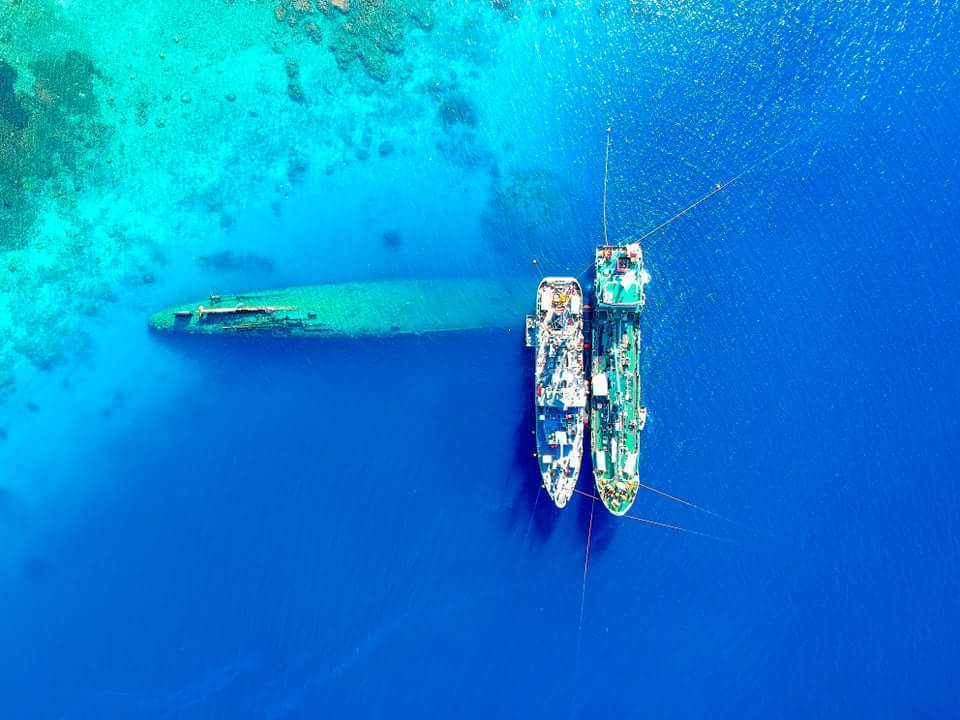
A Salvor mentőhajó és Humber tanker olajat szivattyúznak ki a hajótestből 2018 szeptemberében

1945. május 26-27-én a Prinz Eugent és a Nürnberg könnyűcirkálót – a Kriegsmarine üzemképesnek megmaradt két nagyobb egységét – a brit Dido és Devonshire cirkálók Wilhelmshavenbe kísérték. December 13-án a Prinz Eugent az USA kapta meg hadizsákmányként. Az amerikaiak a hajót Wilhelmshavenből a Weser torkolatához küldték át. Az USA különösebben nem tartott igényt a cirkálóra, azonban azt meg akarta akadályozni, hogy a Szovjetunió kapja meg azt.
Az amerikai parancsnoka Arthur H. Graubart sorhajókapitány lett, aki később beszámolt arról, hogy az Ellenőrző Bizottságban a brit, szovjet és amerikai küldöttek mind igényt tartottak a hajóra, és a nagyobb hadizsákmányokat – köztük a Prinz Eugent – hogyan osztották fel. A három részt aztán lottósorsoláshoz hasonlatos módon sorsolták ki egymás között oly módon, hogy Graubart sapkájából húzták ki a tételeket, előbb a brit, majd a szovjet képviselő. Graubartnak a sapkájában maradó utolsó tétel tartalmazta azt a listát, melyen a Prinz Eugen is szerepelt. A cirkálót az amerikai haditengerészet „osztályozatlan egyéb hajó” (unclassified miscellaneous vessel) besorolással állította szolgálatba USS Prinz Eugen néven és IX-300 lajstromszámozással. Graubart vezetésével közös amerikai-német legénységgel, közte 574 német tiszttel és tengerésszel, 8 amerikai tiszt és 85 amerikai sorállományú felügyelete alatt indult útnak a hajó Bostonba 1946. január 13-án, és január 22-én érkezett meg oda.
Bostonba érkezése után röviddel átvitték Philadelphiába, ahol a január 13-ai megérkezése után az amerikai haditengerészet behatóan tanulmányozta a cirkálót. A nagyméretű GHG (Gruppenhorchgerät) passzív szonárját, és a Flying Fish tengeralattjáróra szerelték fel tesztelés céljából. Az amerikaiak érdeklődése ismét megnőtt a transzduktorok technológiája iránt a Prinz Eugen tűzvezető rendszerével végzett vizsgálatok eredményeit látva. Február folyamán az ’Anton’ lövegtorony  ágyúit kiemelték a helyükről, és eltávolították a 10,5 cm-es lövegeit, a fő távmérőit, számos 4 cm-es légvédelmi gépágyúját és a katapultját is. Május 1-én San Diegóban a német legénység utolsó tagja is elhagyta a fedélzetét és visszatért Németországba. Ezt követően az amerikai legénységnek jelentős problémákat okozott a hajtóműveinek üzemben tartása – a 12 kazánjából 11 vált üzemképtelenné a németek távozása után. Ezt követően a Bikini-atollnál sorra kerülő Crossroads hadművelet célhajói közé osztották be. Ez egy nagyszabású nukleáris kísérlet volt, melyben az atomfegyverek különböző típusú hadihajókra kifejtett hatását vizsgálták.

### Crossroads hadművelet
Március 3-án útnak indulva Philadelphiából a Panama-csatornán át vontatták át a Csendes-óceánra. Május 10-én érkezett meg Honoluluba, ahova már vontatni kellett. A cirkáló két atombombakísérletet vészelt át a felszínen maradva: a levegőben végrehajtott Test Able kísérleti robbantást 1946. július 1-én, majd a víz alatt végrehajtott Test Baker kísérleti robbantást 1946. július 25-én. A Prinz Eugent nagyjából egy kilométer távolságban horgonyozták le mindkét esetben a robbantás epicentrumától, és csak kis mértékben rongálódott meg tőlük. A The Able csak meghajlította az előárbócát és letörte a főárbócának a csúcsát. Jelentősebb strukturális károk nem érték a robbanástól, de radioaktív szennyeződés érte a teljes hajót. A Bikini-atolltól ezután átvontatták a Csendes-óceán középső részén lévő Kwajalein-atollhoz. A hajótesten keletkezett egy kis méretű lyuk, amit itt nem foltozták be, mivel tartottak a sugárzás jelentette veszélyektől. 1946. augusztus 29-én a cirkálót kivonta a szolgálatból.
1946 decemberének végére már nagyon rossz állapotba került, és december 21-én erősen dőlni kezdett. Nem sikerült idejében mentőcsapatot hozni Kwajaleinre, ezért az amerikai haditengerészet megpróbálta partra futtatni megelőzendő az elsüllyedését. December 22-én azonban felborult és elsüllyedt. A lövegtornyai kiestek a barbettáikból mikor átfordult. A tatja a hajócsavarokkal együtt láthatók a vízfelszín felett. Az USA kormányzata nem engedélyezte a hajók anyagának hasznosítását, mivel nem akarta, hogy radioaktív acél kerüljön a piacra.
1979 augusztusában egykori tengerészei civil kezdeményezésére a 12 tonnás bal oldali hajócsavart leemelték róla, és Németországba szállították vissza, ahol a laboe-i Tengerészeti emlékműnél állították ki. Az emlékhely egy részét, melyet a nehézcirkáló emlékének szenteltek, a Prinz Eugen-Platz nevet viseli, és a hajócsavar a központi eleme. A hajóharangja jelenleg az Egyesült Államok Haditengerészetének Nemzeti Múzeumában van kiállítva, míg a Tegetthoff csatahajóról származó harangja Grazban található.
1974-től kezdődően az USA kormányzata figyelmeztetett arra a veszélyre, hogy a hajó teli üzemanyagtartályaiból olaj szivároghat ki. A kormányzat attól tartott, hogy egy nagy erejű tájfun megrongálhatja a hajótestet, és ez vezethet majd szivárgáshoz. 2018 februárjától az amerikai haditengerészet ilyen feladatokra specializált egysége (Egyes számú Mobil Búvár és Hajómentő Egység), az amerikai hadsereg, és a Marshall-szigetek közösen hajtottak végre egy olajkinyerési műveletet a Salvor mentőhajó  (salvage ship) segítségével, mely lyukakat vágott az üzemanyagtartályaira, hogy azokon keresztül az olajat közvetlenül a Humber tartályhajóba szivattyúzhassa. A haditengerészet bejelentése alapján a munkálatokkal 2018 október 15-én végeztek, és ezek során 950 000 liter fűtőolajat vontak ki, ami a hajóban lévő üzemanyag 97%-ának felelt meg.

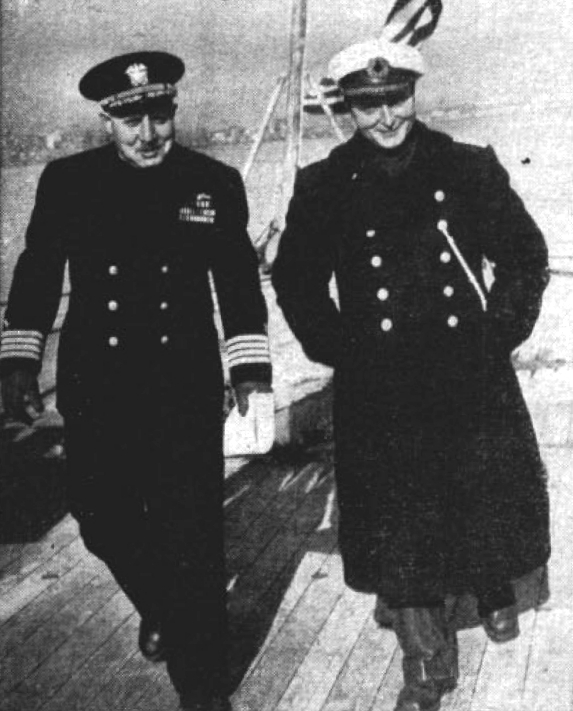
Graubart és Reinicke sorhajókapitányok a cirkáló fedélzetén (1946)
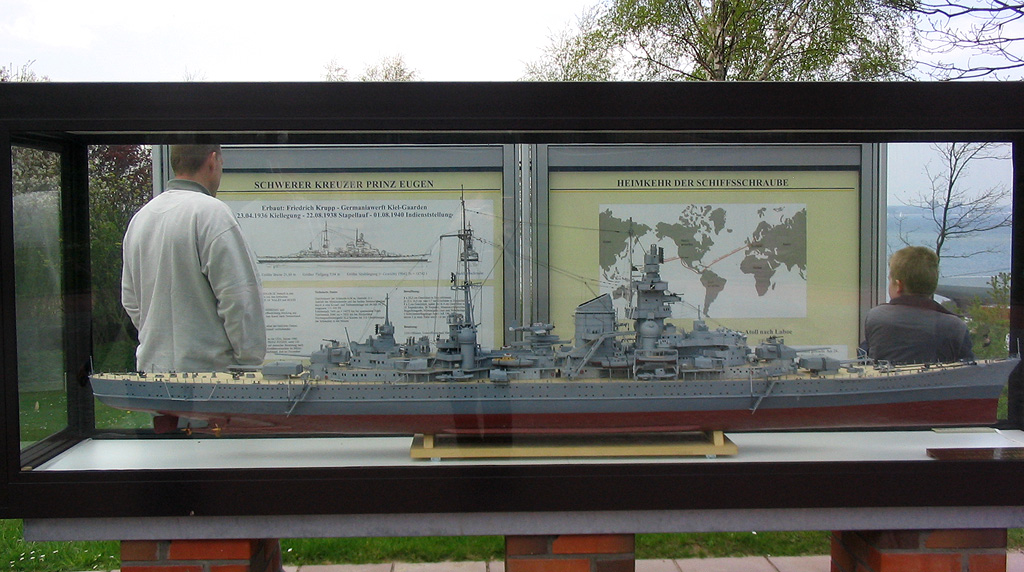
A hajó makettje Laboe-ben a „Prinz Eugen Platz”-on kiállítva
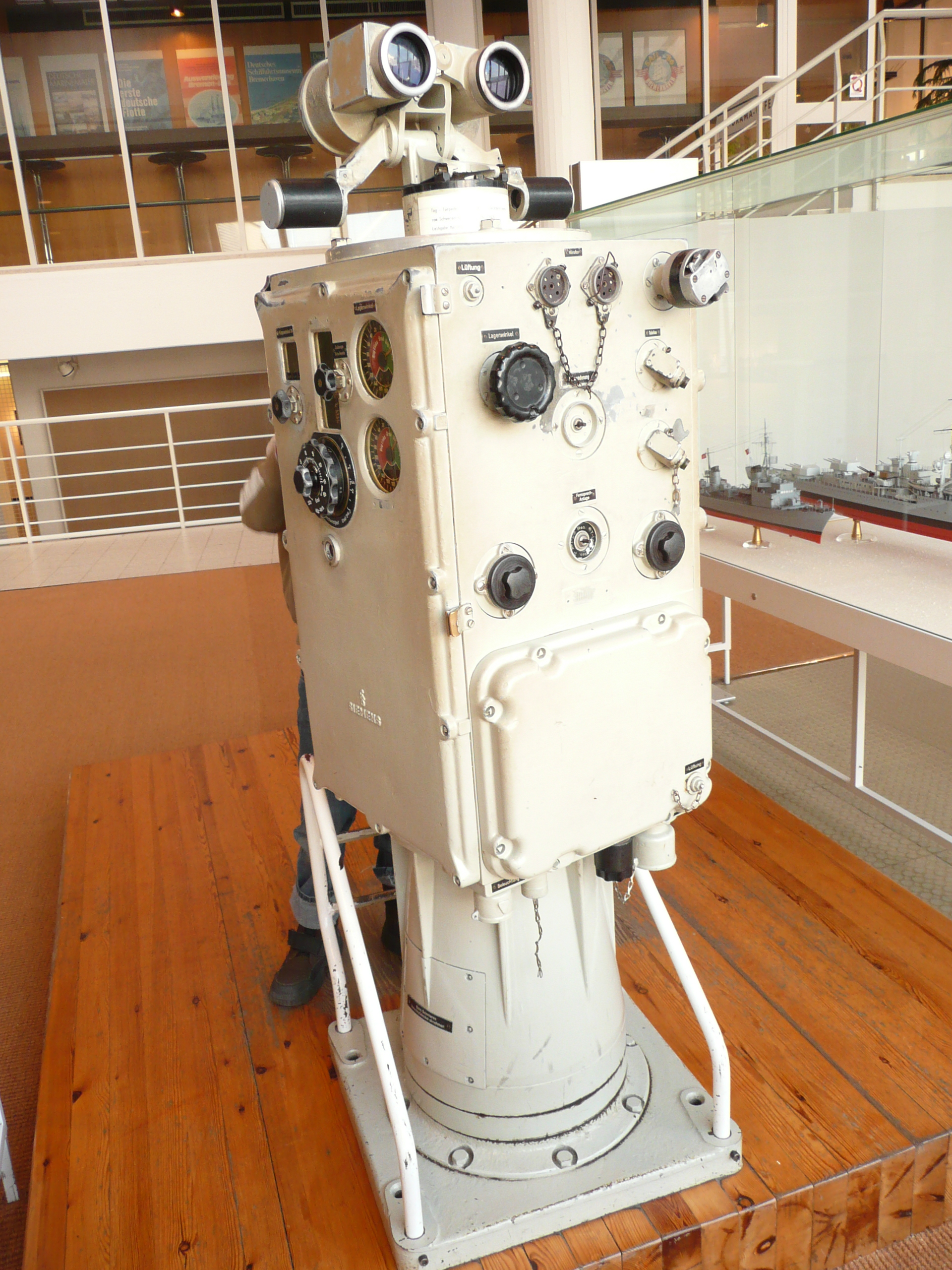
A torpedók célzóberendezése (Bremershaveni Hajózástörténeti Múzeum)
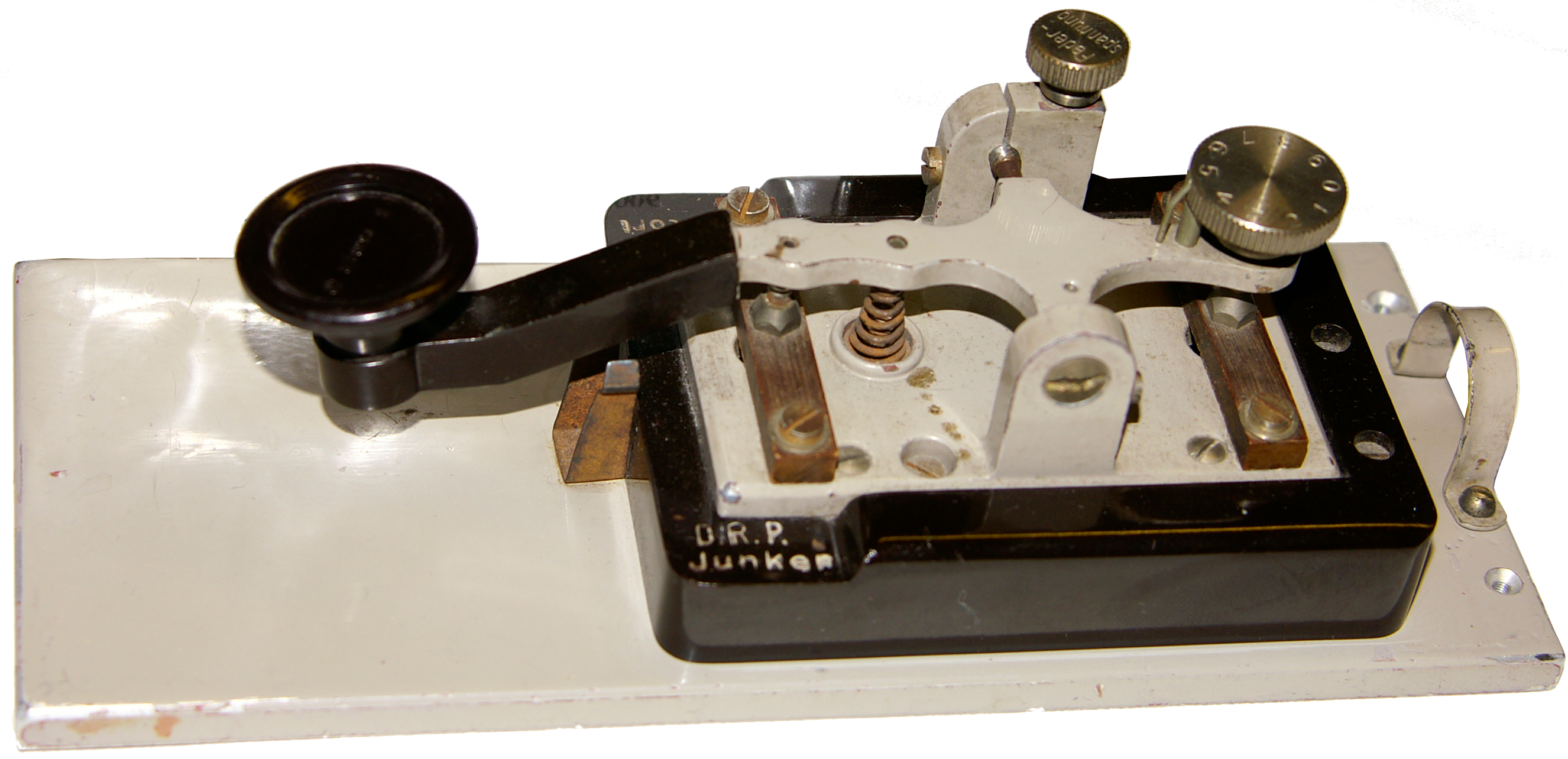
A cirkáló rádiósának morzebillentyűje
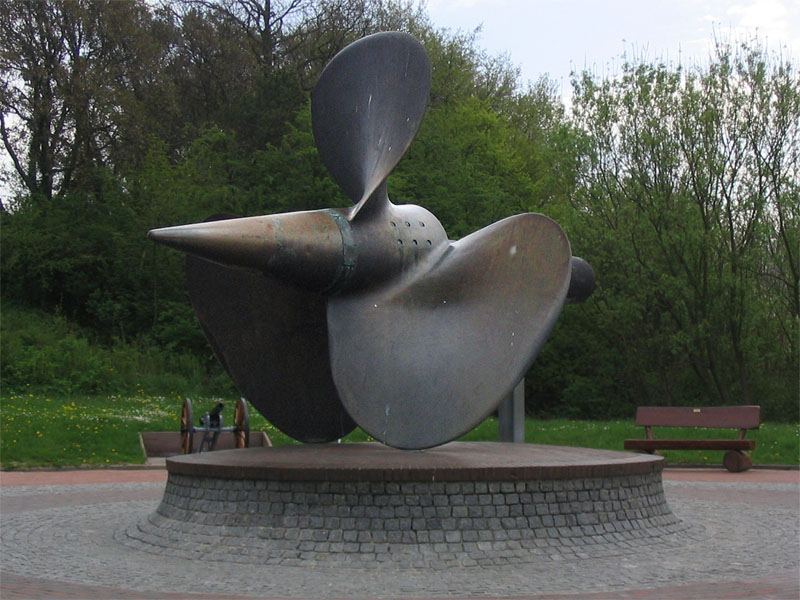
A cirkáló bal oldali hajócsavarja Laboe-ban
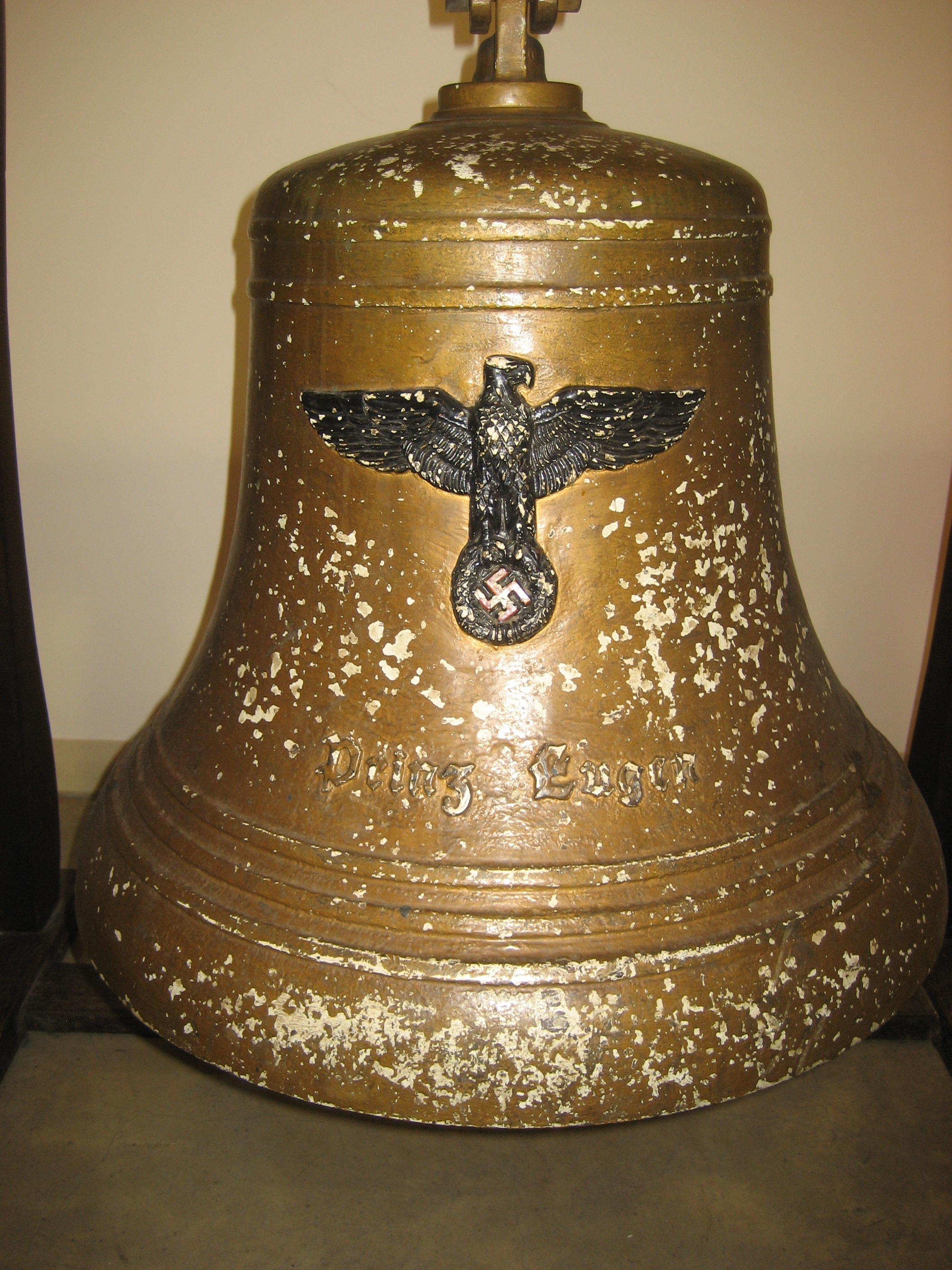
Hajóharang

## Parancsnokok
| 1940. augusztus 1. – 1942. július   | Helmuth Brinkmann sorhajókapitány                                                        |
| 1942. június                        | Karl-Heinz Neubauer fregattkapitány                                                      |
| 1942. július – október              | Wilhelm Beck korvettkapitány (képviseletben)                                             |
| 1942. október – 1943. március 14.   | Hans-Erich Voss sorhajókapitány                                                          |
| 1943. március 15. – 1944. január 4. | Werner Ehrhardt sorhajókapitány                                                          |
| 1944. január 5. – 1945. május       | Hansjürgen Reinicke sorhajókapitány (1946. május 1-ig német parancsnokként a fedélzeten) |
| 1945. május – 1946. május           | Arthur Harrison Graubart sorhajókapitányamerikai parancsnok                              |

## Fordítás
- Ez a szócikk részben vagy egészben  a   German cruiser Prinz Eugen című angol Wikipédia-szócikk ezen változatának fordításán alapul.  Az eredeti cikk szerkesztőit annak laptörténete sorolja fel. Ez a jelzés csupán a megfogalmazás eredetét és a szerzői jogokat jelzi, nem szolgál a cikkben szereplő információk forrásmegjelöléseként.
- Ez a szócikk részben vagy egészben  a   Prinz Eugen (Schiff, 1940) című német Wikipédia-szócikk ezen változatának fordításán alapul.  Az eredeti cikk szerkesztőit annak laptörténete sorolja fel. Ez a jelzés csupán a megfogalmazás eredetét és a szerzői jogokat jelzi, nem szolgál a cikkben szereplő információk forrásmegjelöléseként.

## Forrás
- José M. Rico: The heavy cruiser Prinz Eugen. KBismarck.com. (Hozzáférés: 2024. november 24.)
- ↑ Bonomi:  Antonio Bonomi:The Denmark Strait Battle, May 24th 1941. KBismarck.com, 2008. (Hozzáférés: 2021. december 27.) PDF (HMS Hood Association: A cikk a HMSHood.com oldalon)

Német Wikipédia forrásai
- Ingo Bauernfeind. Radioaktiv bis in alle Ewigkeit – Das Schicksal der Prinz Eugen. Hamburg, Berlin, Bonn: E. S. Mittler & Sohn (2011). ISBN 978-3-8132-0928-0
- Ingo Bauernfeind. Prinz Eugen. Die Geschichte des legendären deutschen Kreuzers. Stuttgart: Motorbuch-Verlag (2016). ISBN 978-3-613-03931-5
- Bernd Brandes. Frieden durch Verstehen – Das Projekt Prinz Eugen. Gräfelfing: Resch (1993). ISBN 3-930039-27-3
- Siegfried Breyer. Waffen-Arsenal – Die Schweren Kreuzer der Kriegsmarine, Special Band 10. Wölfersheim-Berstadt: Podzun-Pallas (1999). ISBN 3-7909-0668-9
- Erich Gröner, Dieter Jung, Martin Maass. Die deutschen Kriegsschiffe 1815–1945 – Band 1: Panzerschiffe, Linienschiffe, Schlachtschiffe, Flugzeugträger, Kreuzer, Kanonenboote. München: Bernard & Graefe, 93–96. o. (1982). ISBN 3-7637-4800-8
- Hans H. Hildebrand, Albert Röhr, Hans-Otto Steinmetz. Die Deutschen Kriegsschiffe, 5. kötet. Herford: Koehler (1982). ISBN 3-7822-0236-8
- Gerhard Koop, Klaus-Peter Schmolke. Die Schweren Kreuzer der Admiral Hipper-Klasse. München: Bernard & Graefe (1992). ISBN 3-7637-5896-8
- Paul Schmalenbach. Schwerer Kreuzer Prinz Eugen. München: Heyne (2003). ISBN 3-453-87090-5
- Robert Gardiner. Conway’s All the World’s Fighting Ships 1922–1946. London: Conway Maritime Press Ltd, 228–229. o. (1980). ISBN 0-85177-146-7
- Fritz Otto Busch. Schwerer Kreuzer Prinz Eugen – Die Geschichte des fröhlichen Schiffes. Hannover: Adolf Sponholtz (1958)
- Fritz Otto Busch. Prinz Eugen im ersten Gefecht. Gütersloh: C. Bertelsmann (1943)
- Paul Schmalenbach. Kreuzer Prinz Eugen... unter 3 Flaggen. Herford: Koehlers (1978). ISBN 3-7822-0158-2

Angol Wikipédia forrásai
- The Destruction of the Bismarck. New York: The Overlook Press (2003). ISBN 978-1-58567-397-1
- Black, A. O. (1948. november 1.). „Effect of Core Material on Magnetic Amplifier Design”. Proceedings of the National Electronics Conference 4, 427–435. o.
- Prinz Eugen. London: First Futura Publications (1975). ISBN 0-8600-72339
- Delgado, James P.. Ghost fleet: the sunken ships of Bikini Atoll. Honolulu: University of Hawaii Press (1996). ISBN 978-0-8248-1864-7
- Dörr, Manfred. Die Ritterkreuzträger der Überwasserstreitkräfte der Kriegsmarine—Band 2: L–Z (német nyelven). Osnabrück: Biblio Verlag (1996). ISBN 978-3-7648-2497-6
- Friedman, Norman. U.S. Submarines Since 1945: An Illustrated Design History. Annapolis: Naval Institute Press (1994). ISBN 978-1-55750-260-5
- Battleships: Axis and Neutral Battleships in World War II. Annapolis: Naval Institute Press (1985). ISBN 978-0-87021-101-0
- Geyger, William A.. Historical Development of Magnetic-amplifier Circuits, Magnetic-Amplifier Circuits, 2nd, New York: McGraw-Hill Book Company, 11. o.. Library of Congress Catalog Card Number 56-12532 (1957) „One reason for the increased interest in magnetic amplifiers in this country was the successful German development work for various military applications, especially for naval fire-control systems, as used on the German heavy cruiser "Prinz Eugen."”
- Gröner, Erich. German Warships: 1815–1945. Annapolis: Naval Institute Press (1990). ISBN 978-0-87021-790-6
- Hooton, E. R.. Eagle in Flames: The Fall of the Luftwaffe. London: Brockhampton (1997). ISBN 978-1-86019-995-0
- Die Schweren Kreuzer der Admiral Hipper-Klasse (német nyelven). Bonn: Bernard & Graefe Verlag (1992). ISBN 978-3-7637-5896-8
- Lenihan, Daniel. Submerged: Adventures of America's Most Elite Underwater Archeology Team. New York: Newmarket (2003). ISBN 978-1-55704-589-8
- „The U.S. Nuked This Warship in 1946. Now America Is Trying To Save Its Oil Before It's Too Late.”, Popular Mechanics, 2018. szeptember 17. (Hozzáférés: 2018. szeptember 17.)
- Müllenheim-Rechberg, Burkhard von. Battleship Bismarck, A Survivor's Story. Annapolis: Naval Institute Press (1980). ISBN 978-0-87021-096-9
- (1979) „Warship Pictorial: Prinz Eugen”. Warship, London III, 59–65. o, Kiadó: Conway Press.
- Rohwer, Jürgen. Chronology of the War at Sea, 1939–1945: The Naval History of World War Two. Annapolis: US Naval Institute Press (2005). ISBN 978-1-59114-119-8
- Schmalenbach, Paul. KM Prinz Eugen, Warship Profile 6. Windsor: Profile Publications, 121–144. o. (1971). OCLC 10095330
- Shavers, Clyde: U.S. Navy divers recover oil from wrecked WWII ship Prinz Eugen. www.cfp.navy.mil, 2018. október 15. [2018. október 15-i dátummal az eredetiből archiválva]. (Hozzáférés: 2018. október 19.)
- Sieche, Erwin. Germany, Conway's All the World's Fighting Ships 1922–1946. London: Conway Maritime Press, 218–254. o. (1992). ISBN 978-0-85177-146-5
- Slavick, Joseph P.. The Cruise of the German Raider Atlantis. Annapolis: Naval Institute Press (2003). ISBN 978-1-55750-537-8
- Weal, John. Focke-Wulf Fw 190 Aces of the Western Front. Oxford: Osprey Books (1996). ISBN 978-1-85532-595-1
- Williamson, Gordon. German Heavy Cruisers 1939–1945. Oxford: Osprey Publishing (2003). ISBN 978-1-84176-502-0
- Bismarck: The Final Days of Germany's Greatest Battleship. Drexel Hill: Casemate (2009). ISBN 978-1-935149-04-0
- ↑ Garzke & Dulin:  Garzke, William H and Dulin, Robert O. Allied Battleships in World War II. United States Naval Institute, 1980. ISBN 0-87021-100-5.

## Linkek
Archív filmfelvételek
- Frau Von Horthy Launches Prince Eugen (1938). British Pathé. (Hozzáférés: 2024. november 28.) (A cirkáló keresztelése és vízrebocsátása Horthy Miklós kormányzó és felesége részvételével)
- Prinz Eugen im Ersten Gefecht. (Hozzáférés: 2024. november 28.) – A Rheinübung során a Prinz Eugen fedélzetéről készített filmfelvételek, benne a Dánia-szorosban vívott csatával. Némafilm.
- Heavy cruiser Prinz Eugen bombarding Soviet positions in the Baltic in late 1944. (Hozzáférés: 2024. november 28.) – A Prinz Eugen szárazföldi célpontok leküzdése közben 1944 végén. Némafilm.

Rövidfilmek
- Nazi Warship Survived Two Nuclear Bombs – The Unkillable Cruiser Prinz Eugen. Mark Felton Productions. (Hozzáférés: 2024. november 28.)

Egyéb
- NH 96437 PRINZ EUGEN (German CA, 1938). Naval History and Heritage Command. (Hozzáférés: 2024. november 28.) (Rengeteg kép a cirkáló radarberendezéseiről a háború utáni napokból)
- Axel Kleckers, Christian Grams: Bordfliegerkommando 1/196 Schwerer Kreuzer PRINZ EUGEN. Luftwaffe-zur-See.de. (Hozzáférés: 2024. november 29.) (Adatok a cirkáló hidroplánjairól és kezelőszemélyzeteikől)
- John Asmussen: Prinz Eugen, 2004-07-20. [2007. december 7-i dátummal az eredetiből archiválva]. (Hozzáférés: 2024. november 28.)
- Sebestyén Gábor: Prinz Eugen nehézcirkáló – A szerencsés hajó. Hajomakett.hu, 2004-10-19. (Hozzáférés: 2024. november 28.)
- Búvárfelvételek a hajó maradványairól. [2008. augusztus 20-i dátummal az eredetiből archiválva]. (Hozzáférés: 2024. november 30.) (angol)
- Operation Crossroads. (Hozzáférés: 2024. november 28.) – Angol nyelvű információk és képek a nukleáris tesztekről a Bikini-atollnál.
- Erwin F. Sieche: German Radar Equipment of World War II. (Hozzáférés: 2024. november 28.)
- Prinz Eugen heavy cruisers (1940). Navypedia.org. (Hozzáférés: 2024. november 29.)
- KMS Hipper class heavy cruisers. Globalsecurity.org. (Hozzáférés: 2024. november 29.)

## További olvasmányok
- Burdick, Charles Burton. The End of the Prinz Eugen (IX300). Menlo Park: Markgraf Publications Group (1996). ISBN 0944109101
- Whitley, M. J.. German Cruisers of World War Two. Annapolis: Naval Institute Press (1987). ISBN 978-0-87021-217-8